# Museo Malvinas e Islas del Atlántico Sur
El Museo Malvinas e Islas del Atlántico Sur fue creado en junio de 2014 por el gobierno argentino y funciona en el predio que pertenecía a la Escuela de Mecánica de la Armada, en Buenos Aires, desde el día 10 de junio. El museo depende de la Secretaría de Cultura.

## Historia
A través del decreto 809/2014, publicado en el Boletín Oficial de la República Argentina el 6 de junio de 2014, se dispuso la creación del museo que teniendo los siguientes objetivos para promover la reivindicación del reclamo de soberanía argentino sobre las Malvinas y las otras islas del Atlántico Sur:

1. Difundir, comunicar, exhibir y concientizar a todos los habitantes de la nación acerca de la soberanía argentina sobre las Islas Malvinas e Islas del Atlántico Sur, particularmente las Georgias del Sur y Sandwich del Sur.

2. Promover la reivindicación de la Causa Malvinas como una causa Argentina, latinoamericana y universal.

3. Difundir e intervenir en los temas atinentes a la reivindicación de la soberanía nacional sobre las Islas Malvinas en el marco de los pilares democráticos y los principios de Paz, Memoria, Verdad y Justicia.

4. Recordar y rendir homenaje a los argentinos que entregaron sus vidas en defensa de las Islas a lo largo de nuestra historia como Nación.

5. Organizar y promover la realización de actividades, jornadas, simposios y eventos en el país y en la región, tendientes a reforzar las acciones precedentes.

Fue inaugurado por Cristina Fernández de Kirchner el 10 de junio, Día de la Afirmación de los Derechos Argentinos sobre las islas, en recuerdo de la fecha de creación en 1829 de la Comandancia Política y Militar de las Islas Malvinas. En el acto de inauguración participaron excombatientes, historiadores, ministros y el cuerpo diplomático de la región. Además, fue transmitido en cadena nacional.
Jorge Giles fue nombrado director por un plazo de 180 días a partir de la publicación del decreto. Giles, dijo que «no será el museo de la guerra, sino que recorrerá toda la vida e historia de las islas. Será el primer museo nacional sobre las Islas Malvinas en la historia del Estado argentino».

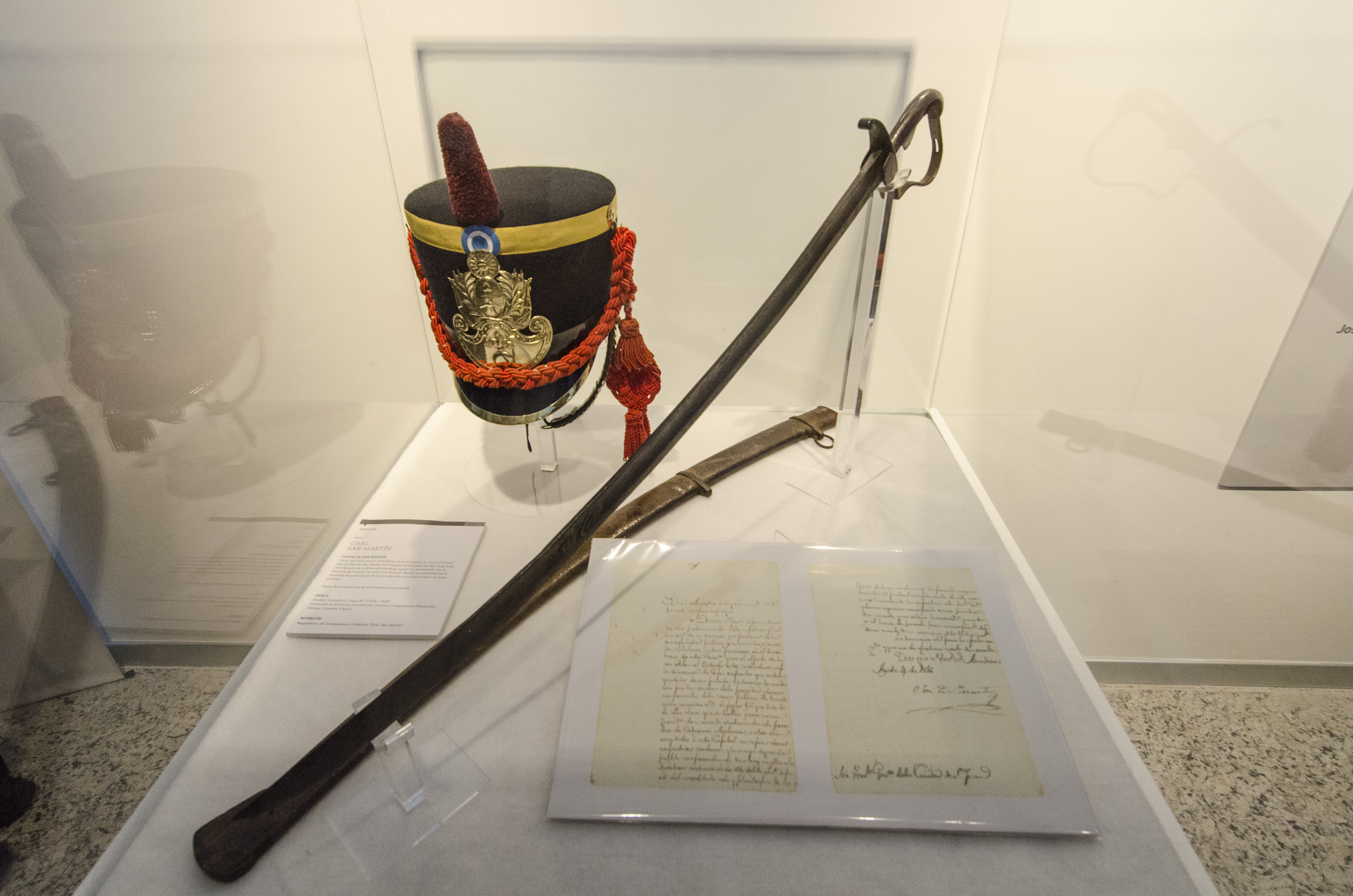
Carta de San Martín.

La ubicación del museo en el predio de la Escuela de Mecánica de la Armada (donde funcionó un centro de detención y tortura clandestina) fue criticada por la Comisión de Familiares de Caídos en la Guerra de las Malvinas.
El 17 de agosto de 2014, se incorporó un espacio dedicado a José de San Martín, en el cual se expone una carta fechada en agosto de 1816 en la que se refiere a las Malvinas. En el texto, San Martín le pedía al gobernador de San Juan que liberara a prisioneros que se encontraban en Carmen de Patagones y Malvinas (Puerto Soledad) para que se sumaran al Ejército de Los Andes. El texto fue presentado por el secretario de Asuntos Relativos a las islas Malvinas Daniel Filmus y la ministra de Cultura Teresa Parodi.
En el marco del Día Internacional de la Mujer de 2015, el museo presentó la muestra «Malvinas, mi casa», que se trató de una serie de acuarelas que reflejan la vida en Malvinas en 1829, basadas en el diario de María Sáez de Vernet.
El 5 de agosto de 2015 se inauguró una muestra sobre la Antártida Argentina que incluyó obras de artistas argentinos que formaron parte de las Campañas Antárticas de 2014 y 2015, además de instrumental, materiales y equipos históricos y actuales, utilizados por los científicos argentinos en las bases antárticas. El 27 de septiembre, se inauguró instalación museológica llamada «Argentina en Antártida» en conjunto con la Dirección Nacional del Antártico.
A finales de septiembre de 2015, la cuenta oficial de Facebook del museo recibió ataques organizados por parte de usuarios británicos y kelpers, que consistieron en dar bajas calificaciones, escribir comentarios negativos y atacar comentarios positivos de argentinos.
En los primeros 18 meses de existencia, el museo recibió a más de 700.000 visitantes.
Tras la renuncia del primer director Jorge Giles, el 6 de enero de 2016 el secretario de Cultura Pablo Avelluto designó al investigador del CONICET, historiador y escritor Federico Lorenz como director del museo de forma interina.
A fines de enero de 2016, la secretaría de Cultura despidió a 12 de los 54 empleados del museo pese a que tenían su contrato en vigencia. Los trabajadores publicaron un comunicado en contra de la medida y anunciaron movilizaciones y la suspensión de actividades por tiempo indefinido.
El 23 de enero de 2020, el ministro de Cultura de la Nación, Tristán Bauer, designó como nuevo director del Museo Malvinas e Islas del Atlántico Sur al periodista y excombatiente Edgardo Esteban.
El 28 de febrero de 2024, la secretaría de Cultura designó al Coronel y Veterano de la Guerra de Malvinas a Augusto Esteban Vilgré Lamadrid.

## Características

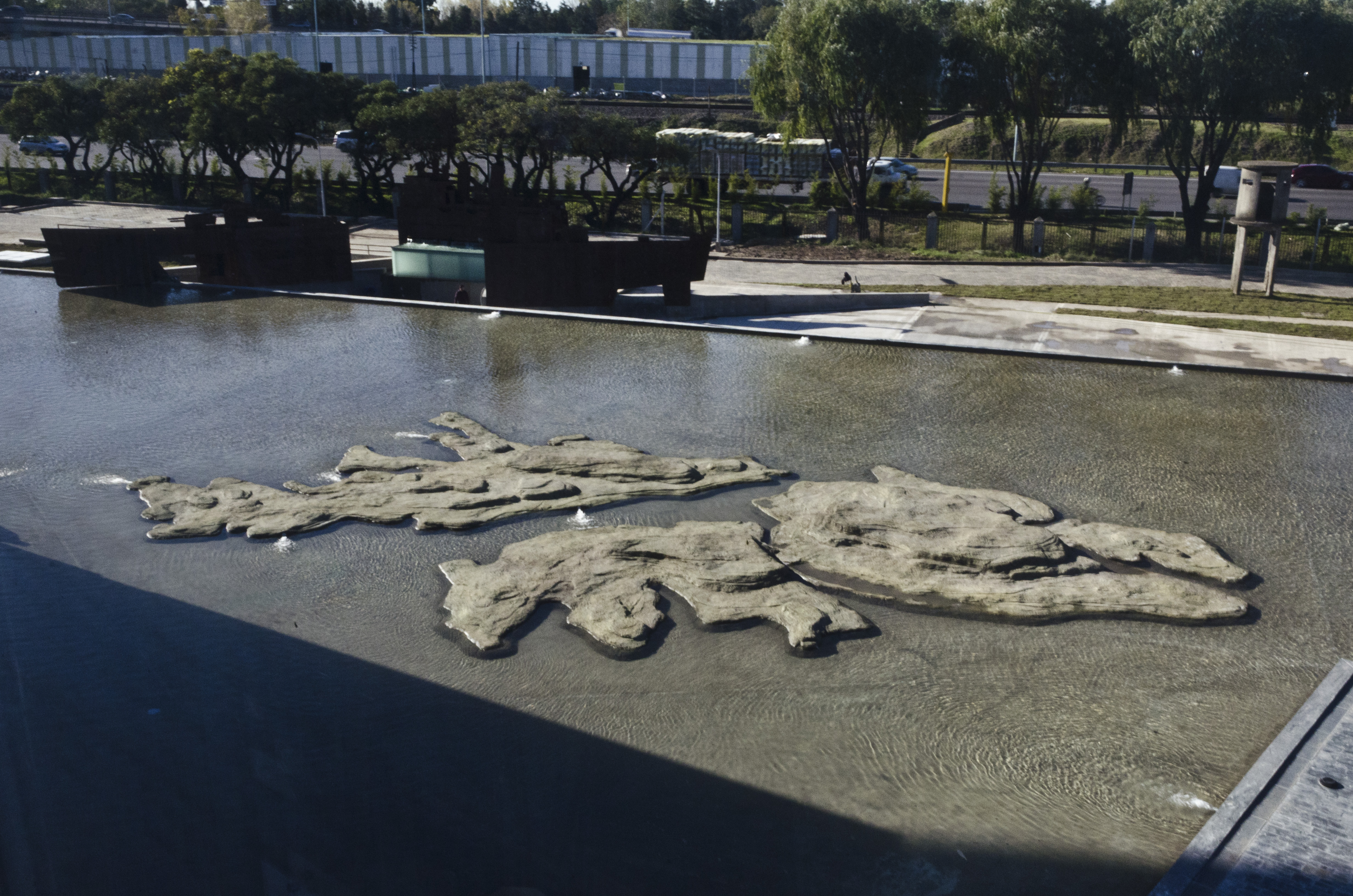
Parque de la Soberanía.

El museo es interactivo y en cada estación de las cuatro en que se divide hay «experiencias sensoriales», desde el viento característico de las islas y el mar, hasta el sonido de aviones de guerra. También incluye un memorial a los caídos en la guerra de 1982, en una plaza abierta a la que se puede llegar a través de un muelle que conecta el museo con un espacio al aire libre, que recrea la geografía y el paisaje de las islas, así como su flora y fauna. Hay también un lago artificial.
La plaza abierta y el lago se denominan Parque de la Soberanía, y representa el contorno en sobre relieve de las Malvinas, junto con la silueta del Crucero General Belgrano. En el exterior también hay un mástil con una gran bandera de Argentina que se puede visualizar desde varios kilómetros de distancia.
El edificio del museo posee tres niveles. En sus muestras y salas se homenajea a las personas, principalmente argentinos, que participaron en la historia de las islas y se incluyen aspectos de la naturaleza (flora y fauna) y geografía del archipiélago, mostrándose como una extensión insular de la Patagonia. Las salas poseen muestras audiovisuales que incluyen soporte de tecnología LCD y táctil. Se exhiben objetos históricos, textos literarios, imágenes, pinturas, cartas y documentos históricos, sonido ambiente, fotografías, mapas y planos. En el sector histórico, se incluye tanto la guerra de 1982, como la ocupación de 1833 y las resoluciones de las Naciones Unidas sobre la disputa territorial.
El museo también posee el bar Puerto Rivero, con el nombre dado a Puerto Argentino/Stanley en 1966 por el Operativo Cóndor en honor al Gaucho Rivero, y la sala infantil «La Asombrosa Excursión de Zamba en el Museo de las Islas Malvinas» instalada por el canal Paka-Paka.
El auditorio del museo, desde el 28 de agosto de 2015, se llama Orlando Gustavo Pascua, en homenaje a un excombatiente de la guerra de 1982.

## Galería

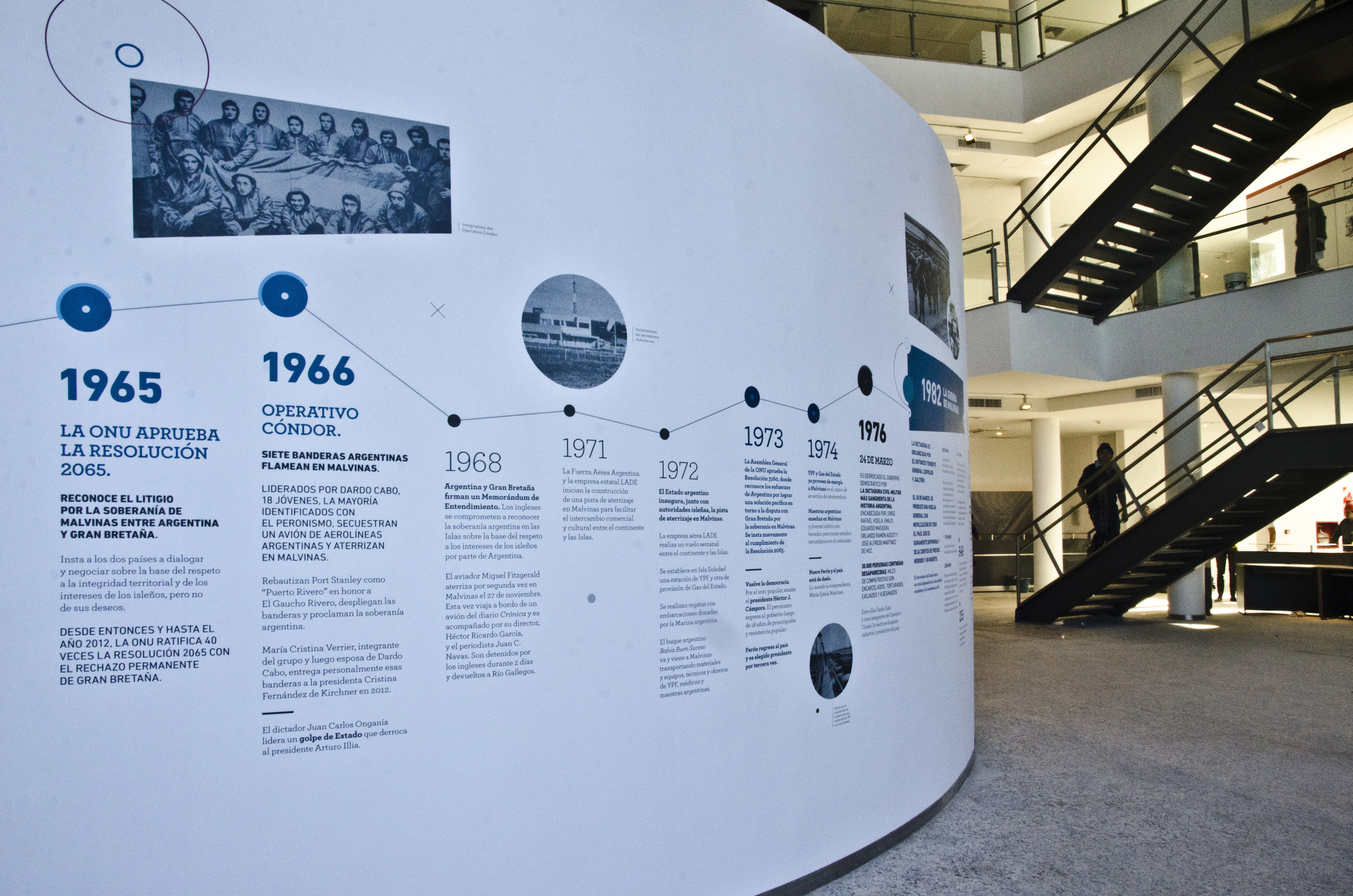
Mural sobre las Negociaciones para la transferencia de soberanía de las islas Malvinas.
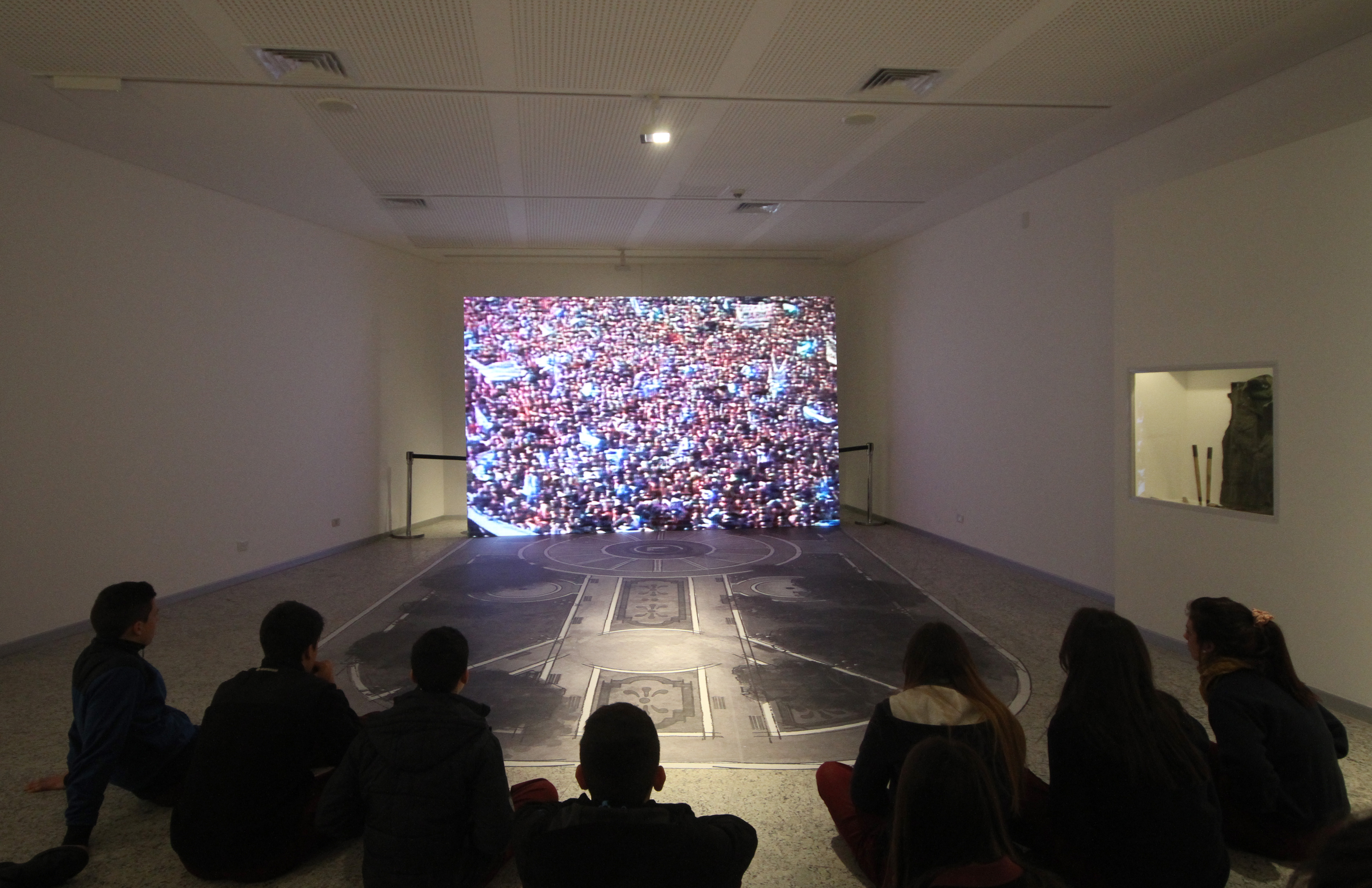
Proyección de un video.
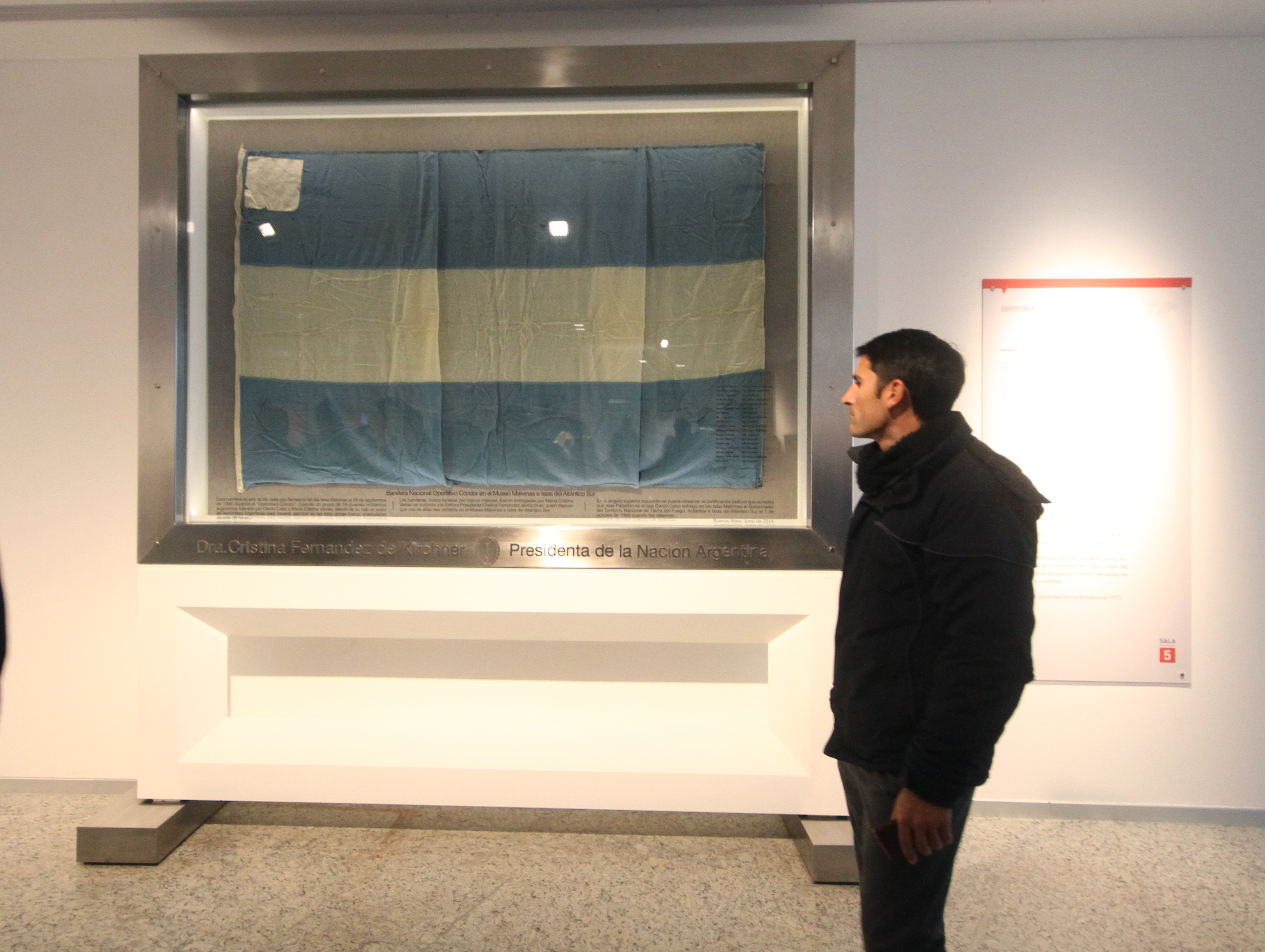
Bandera del Operativo Cóndor de 1966.
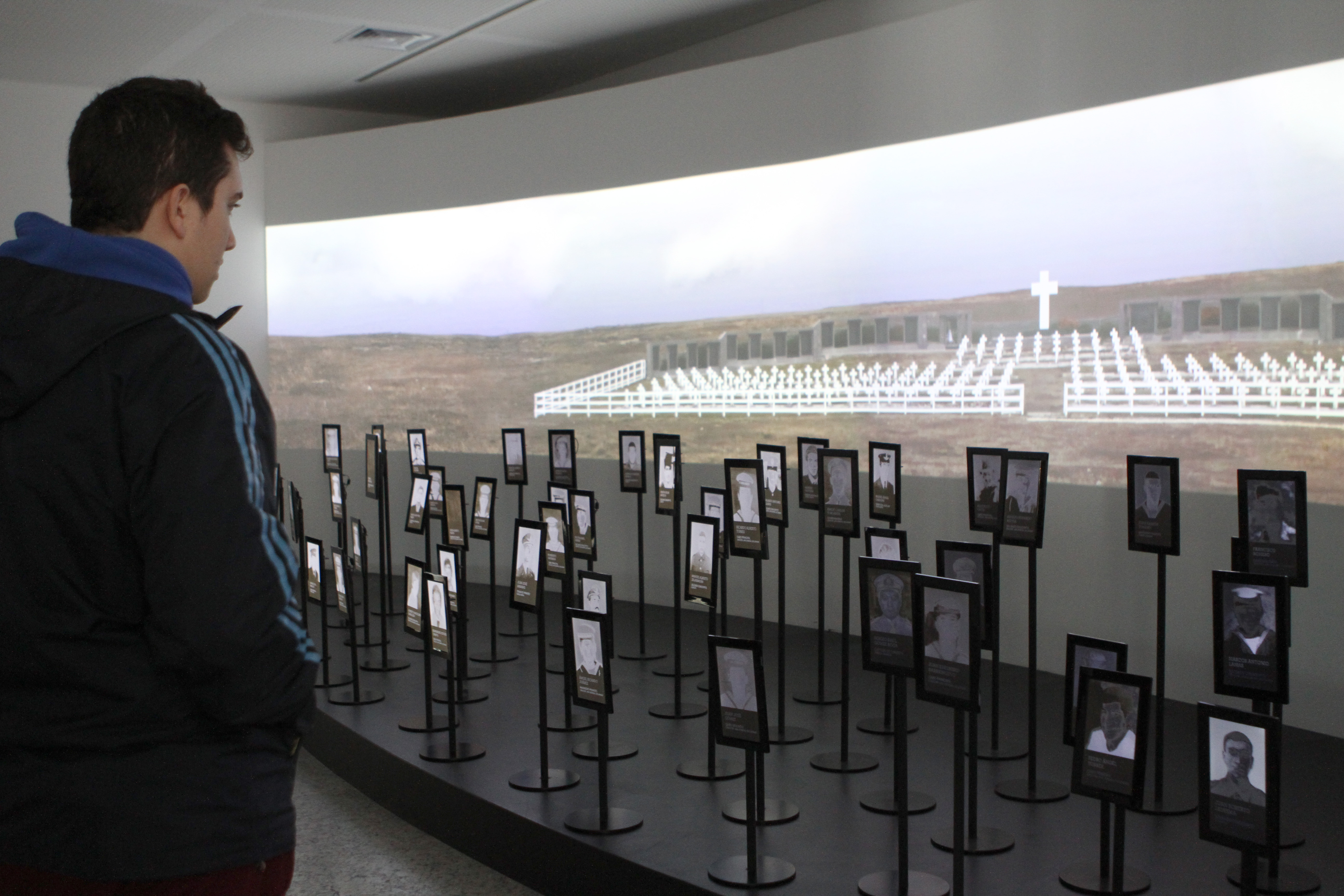
Memorial del cementerio de Darwin.
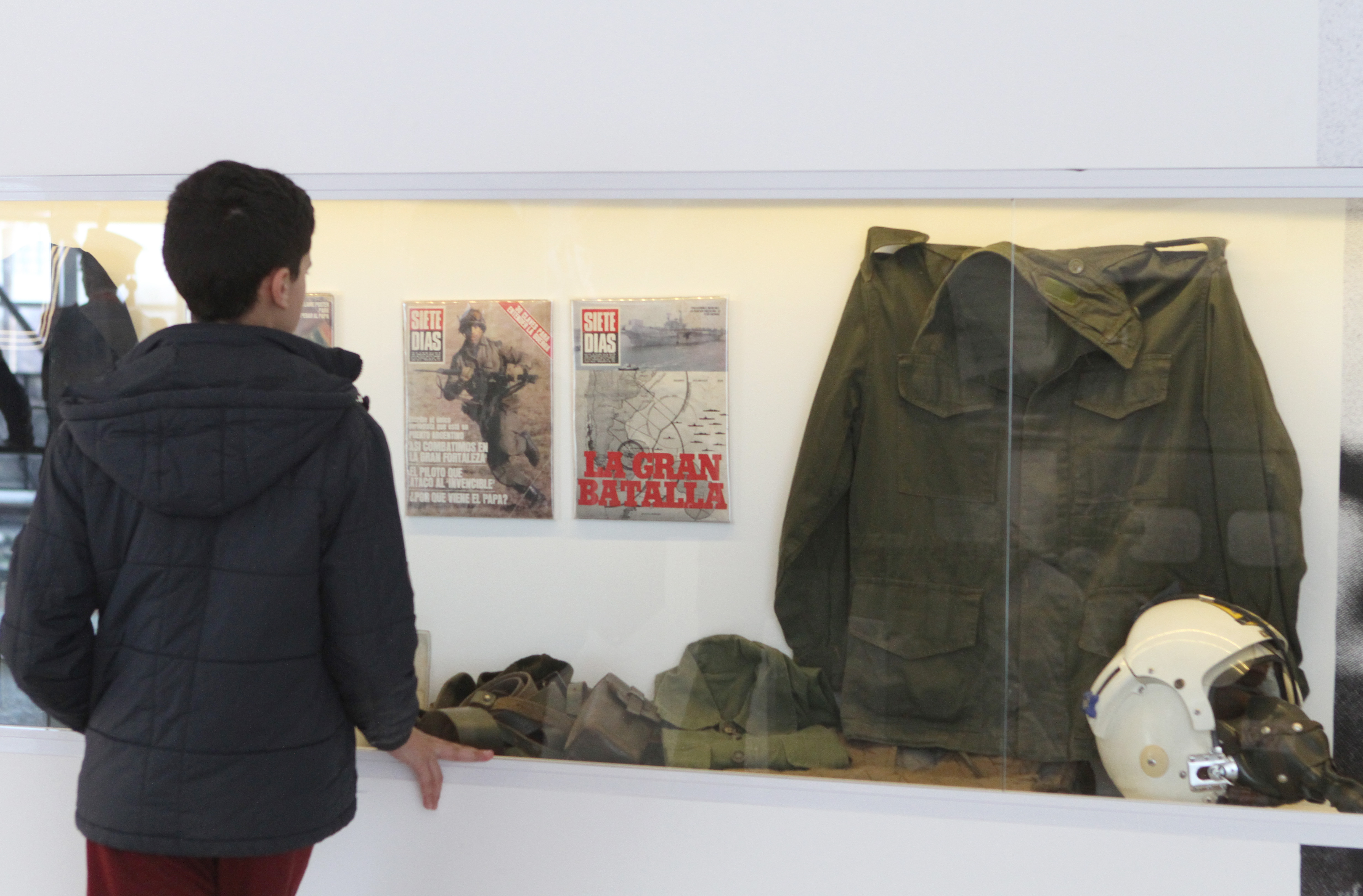
Exposición sobre la guerra de 1982.
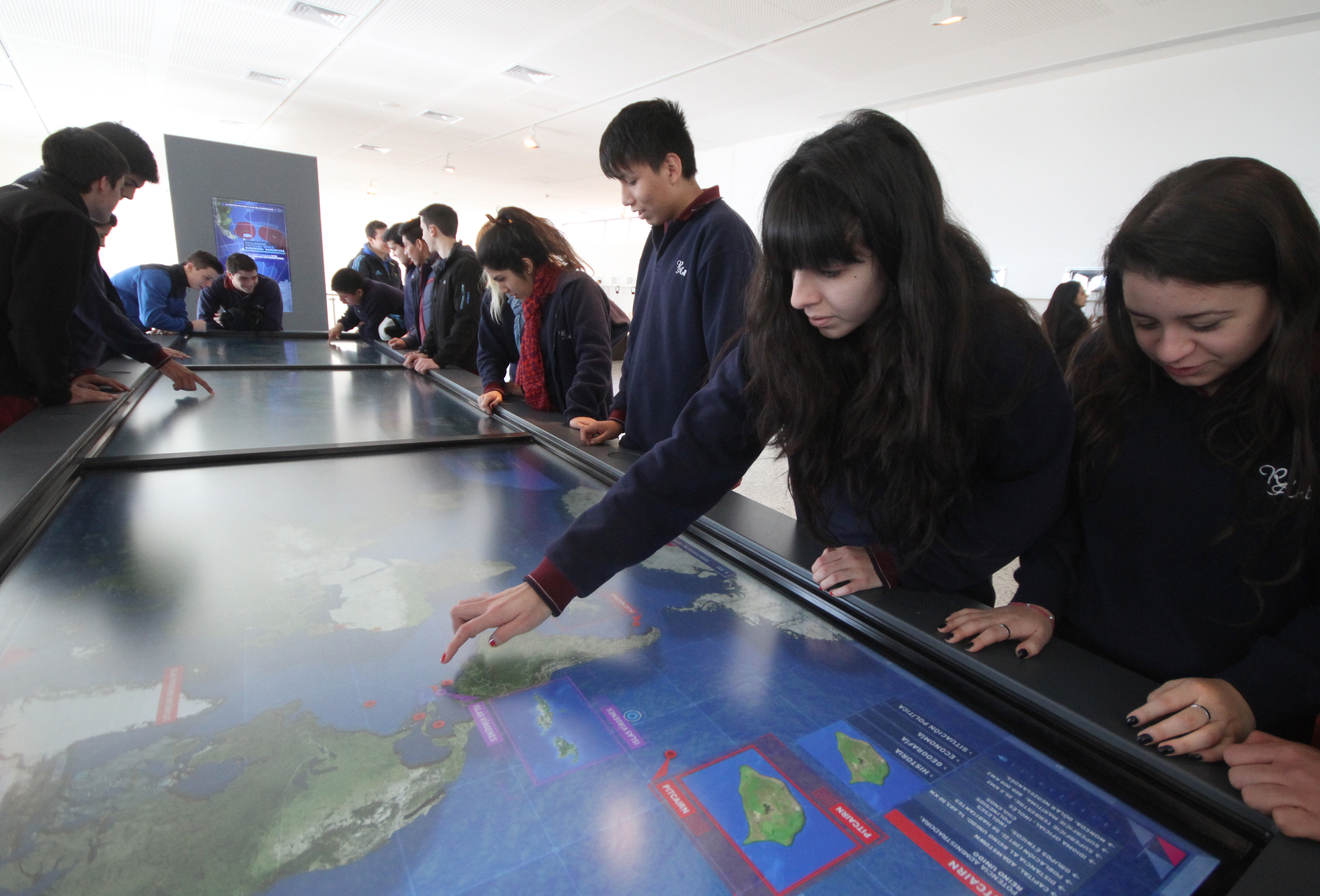
Pantallas táctiles.
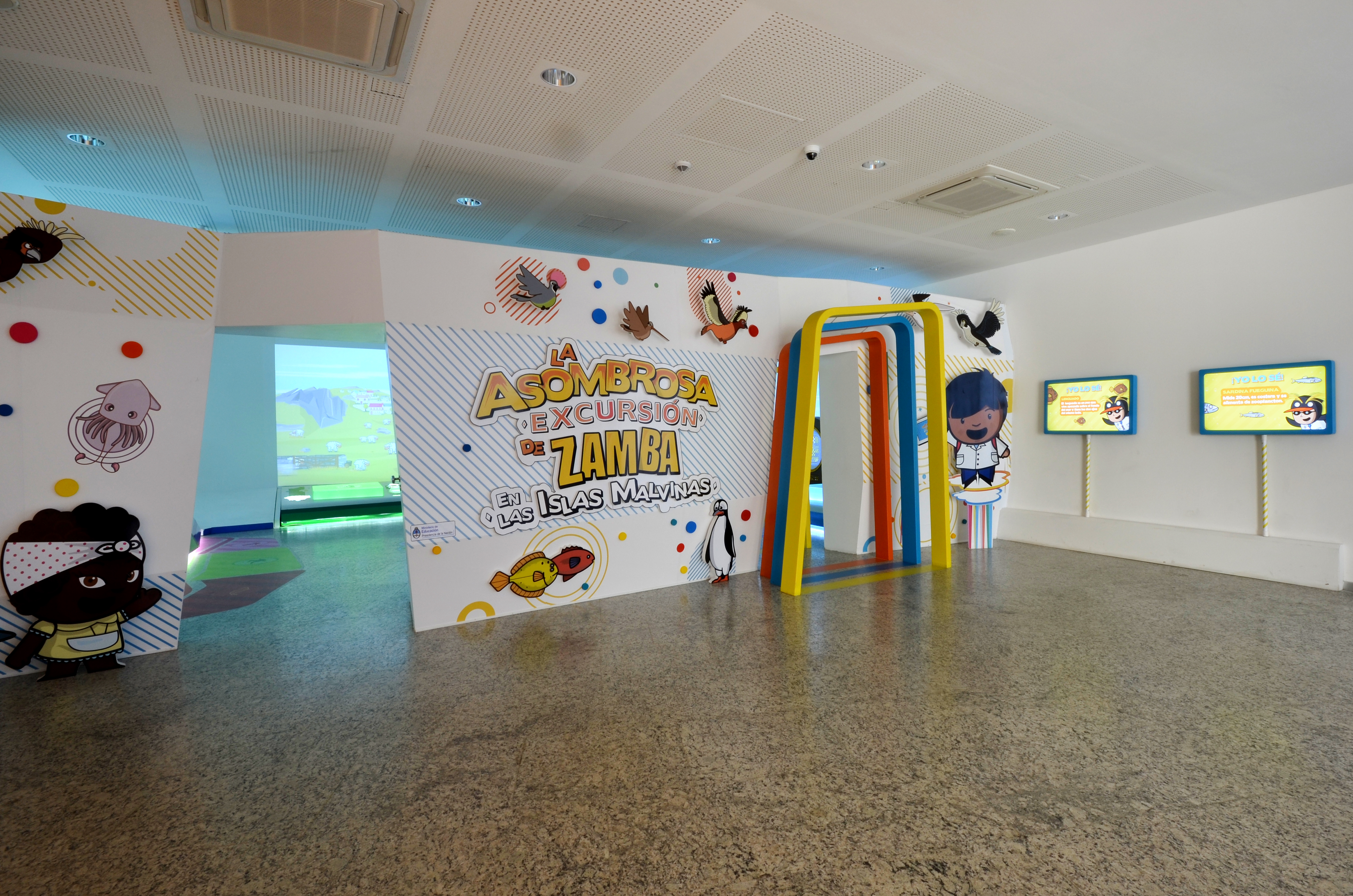
Sector infantil.
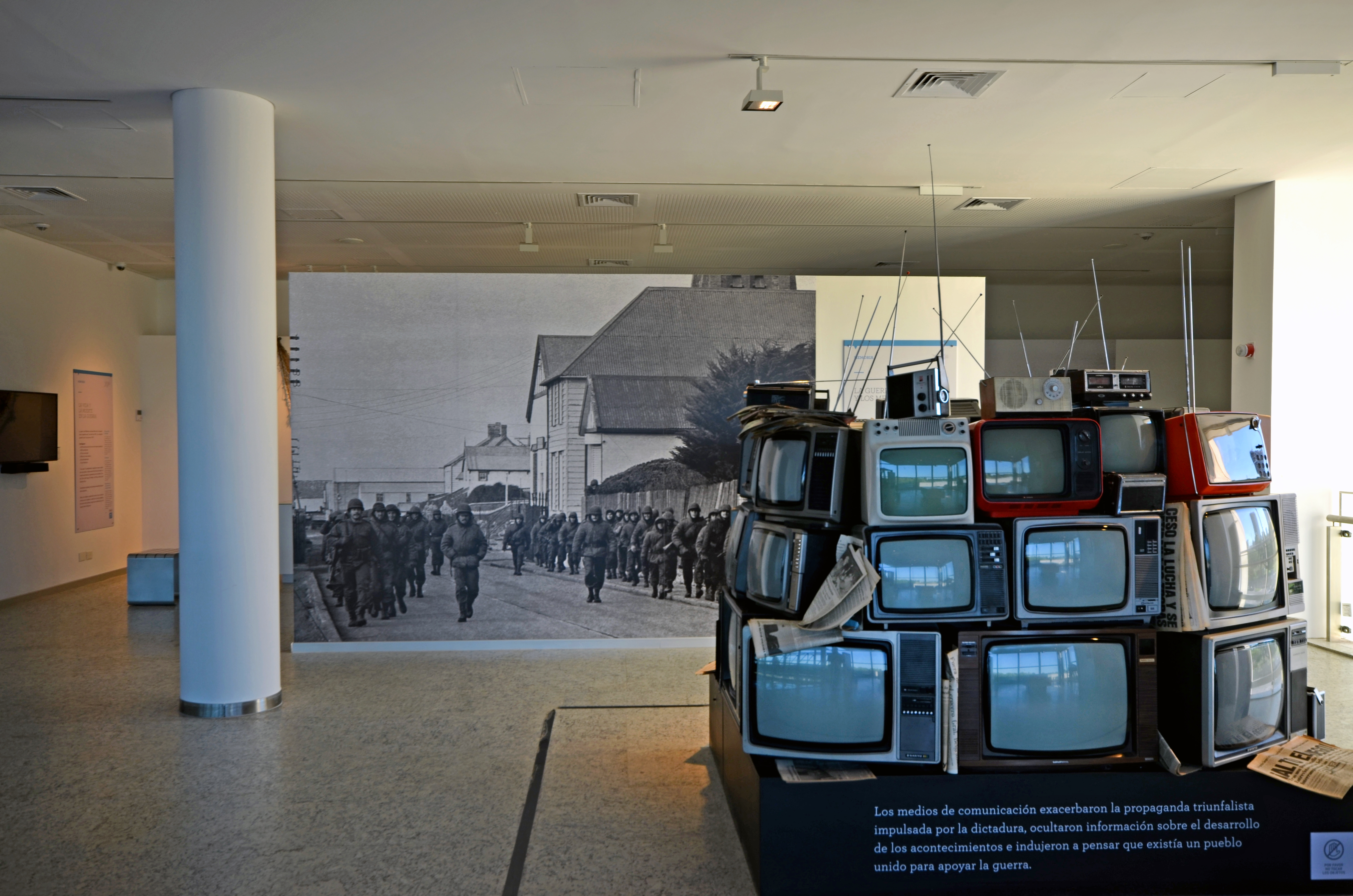
Sala sobre la guerra.
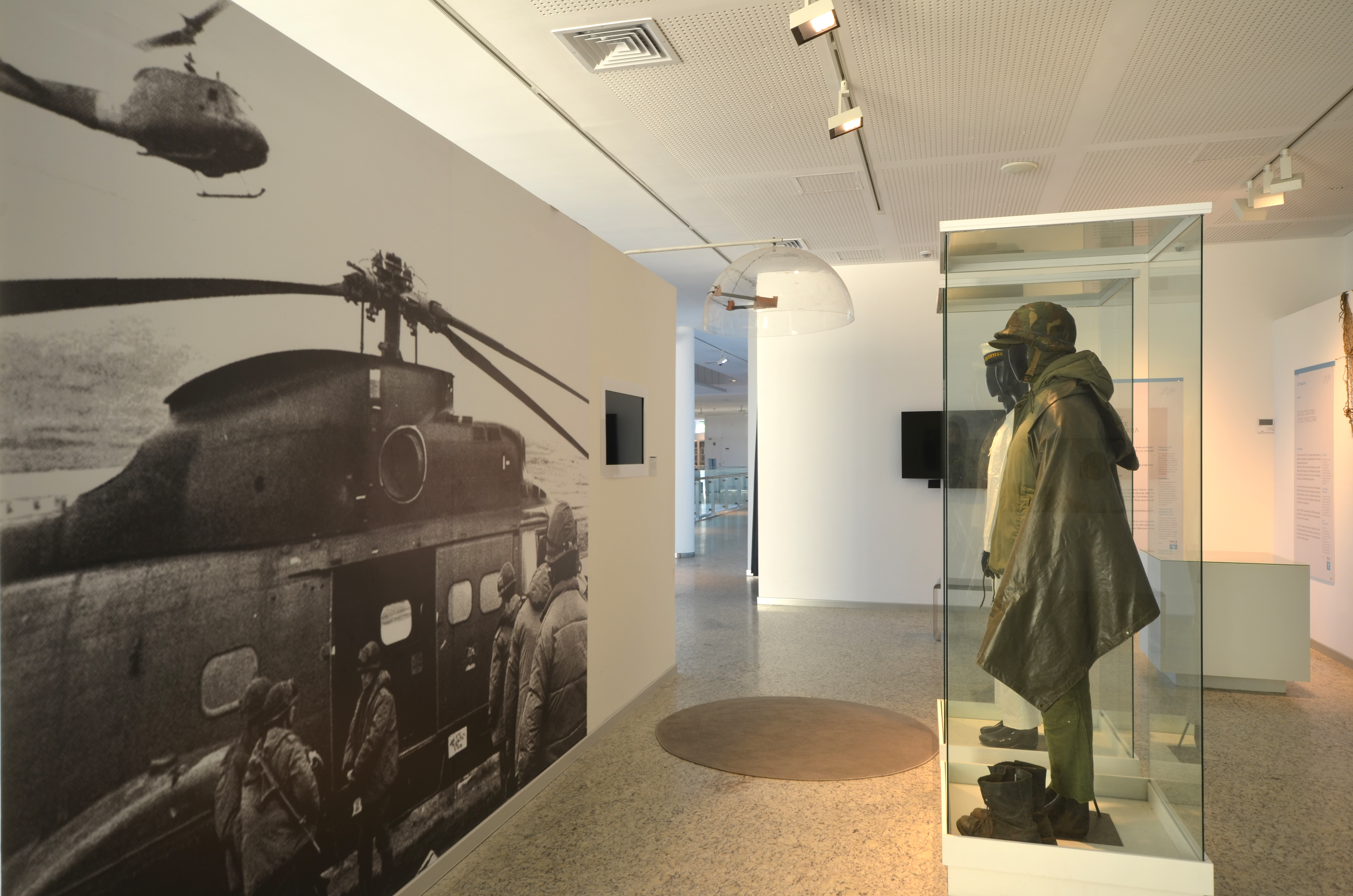
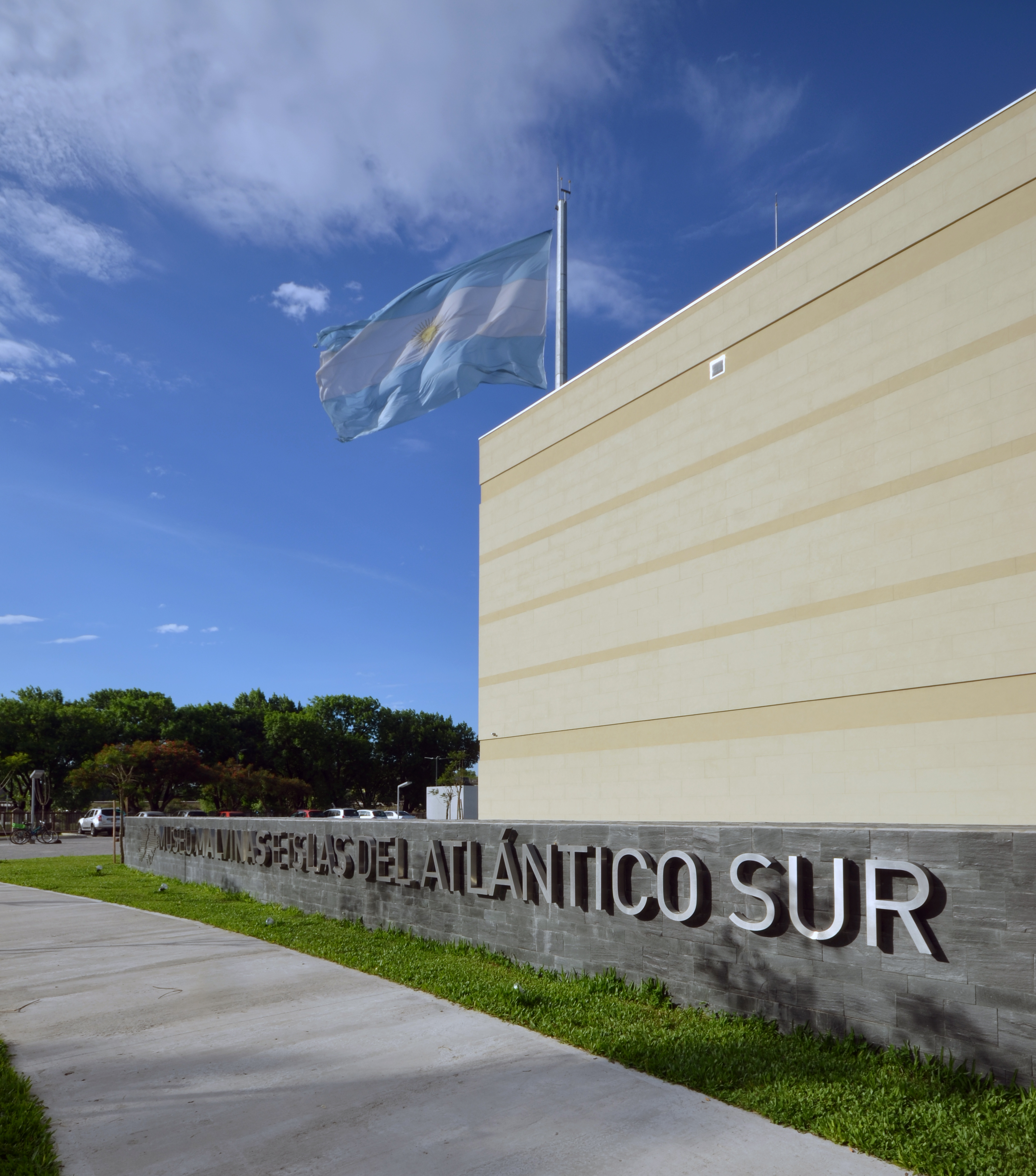
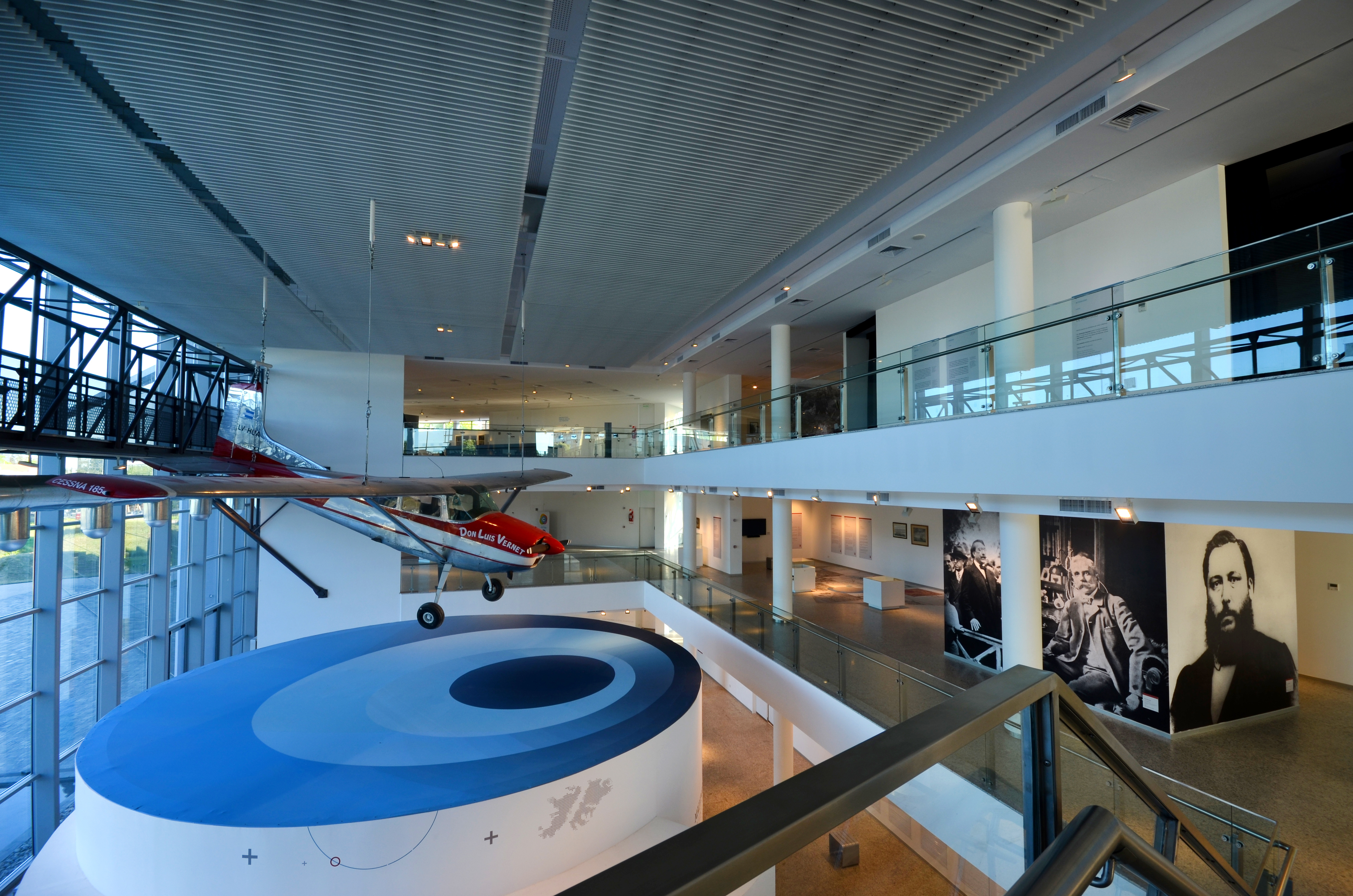
Interior.
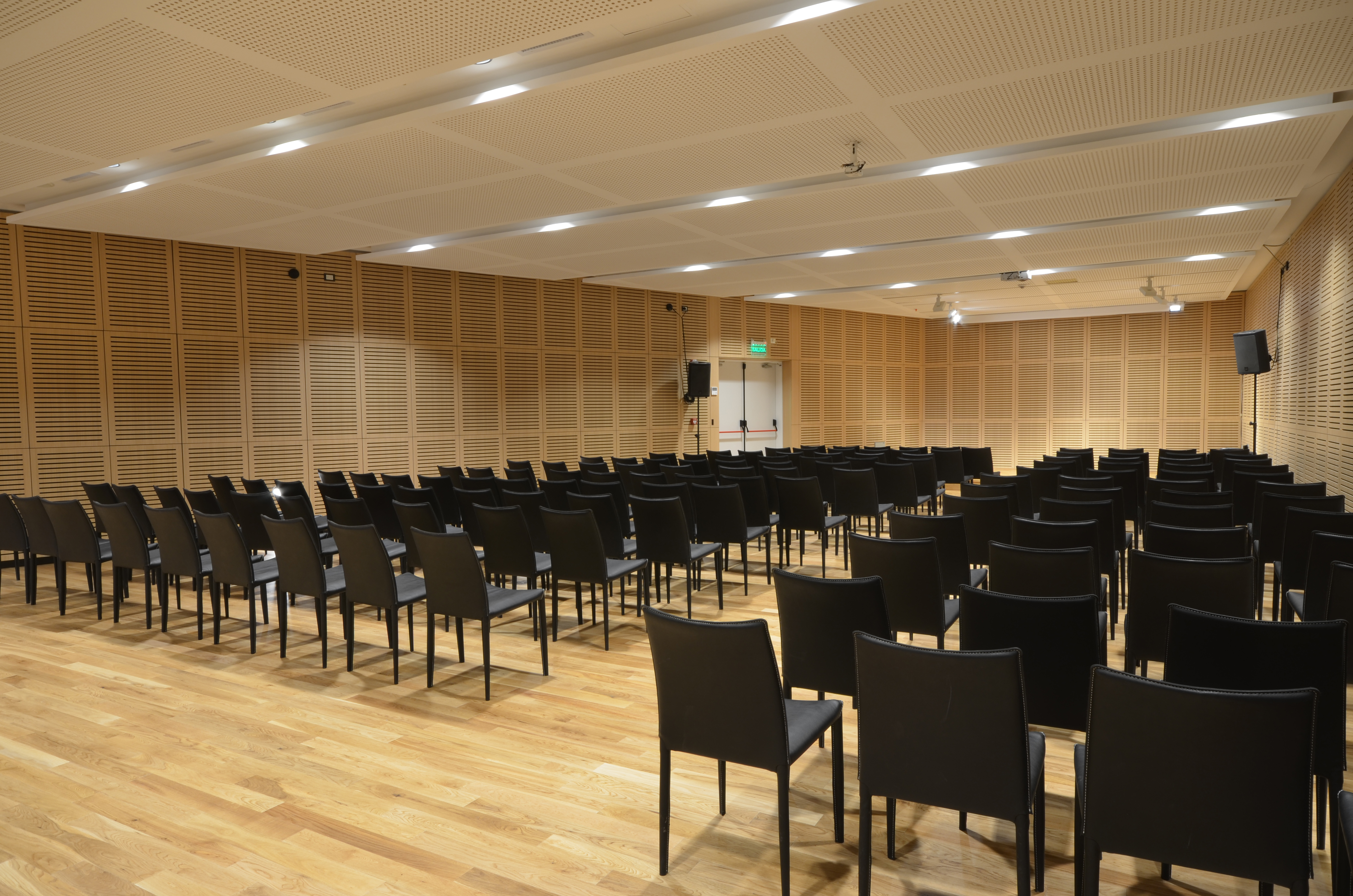
Salón.
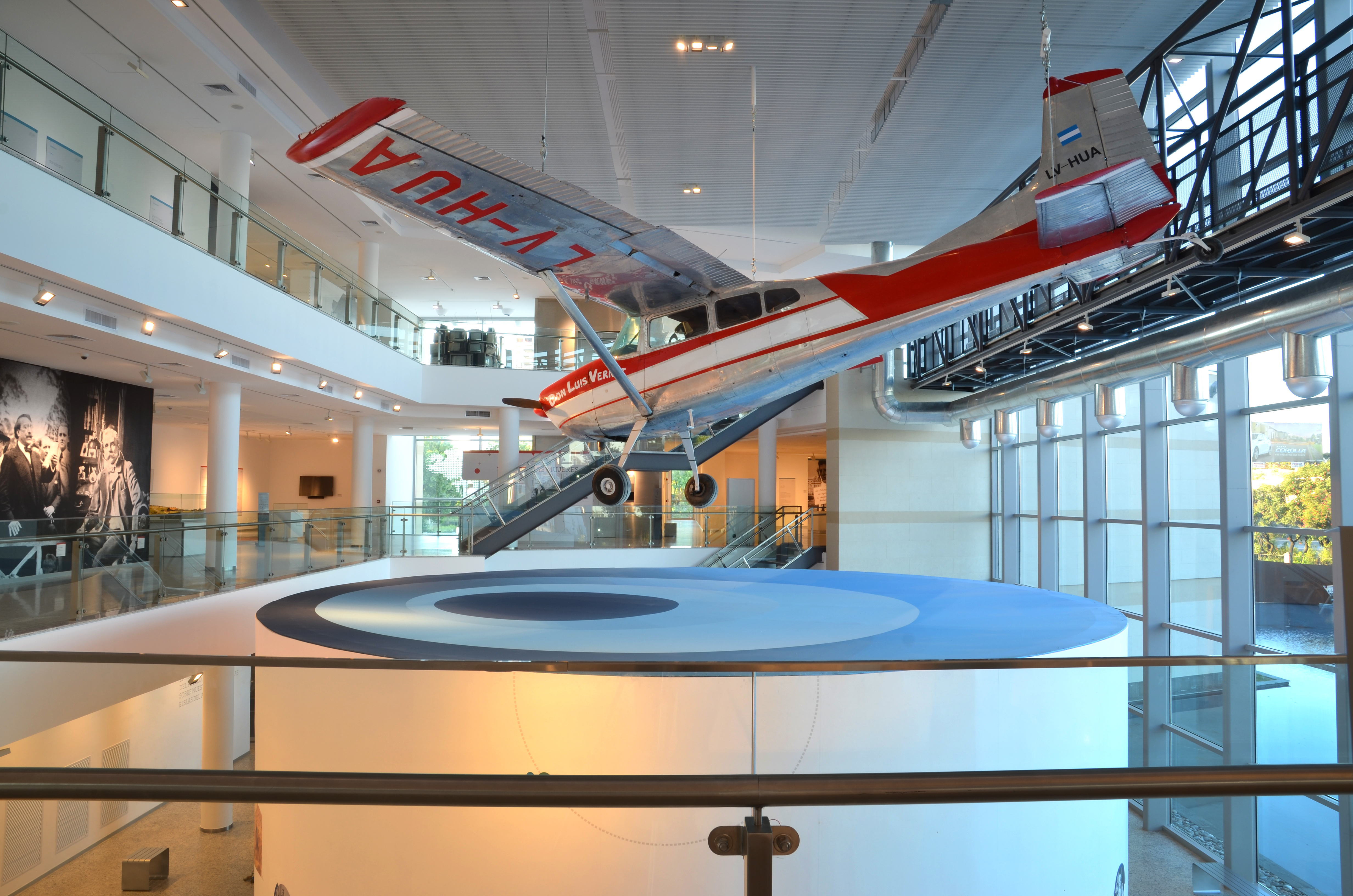
Avión de Miguel Fitzgerald.
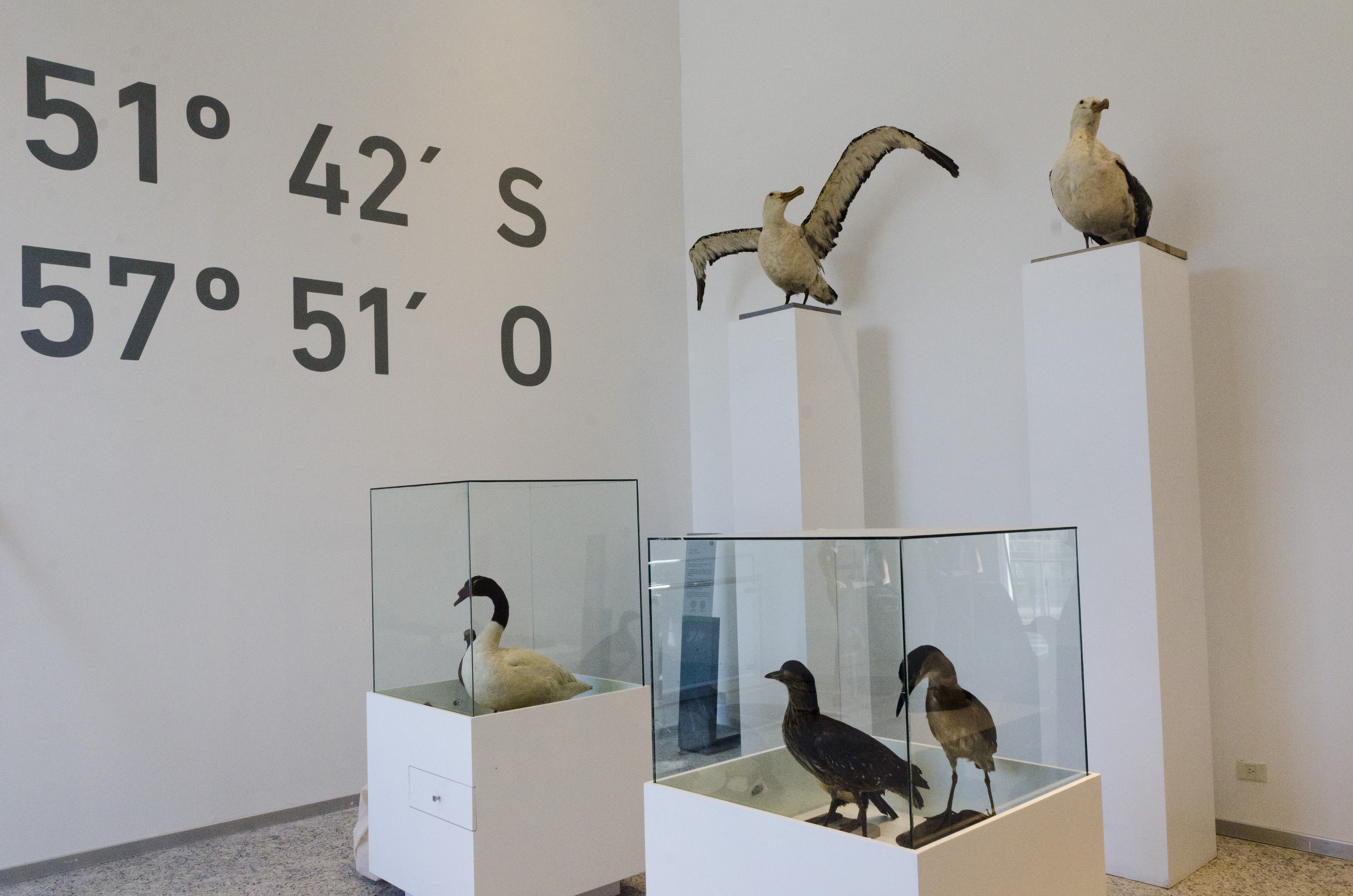
Fauna de las islas.
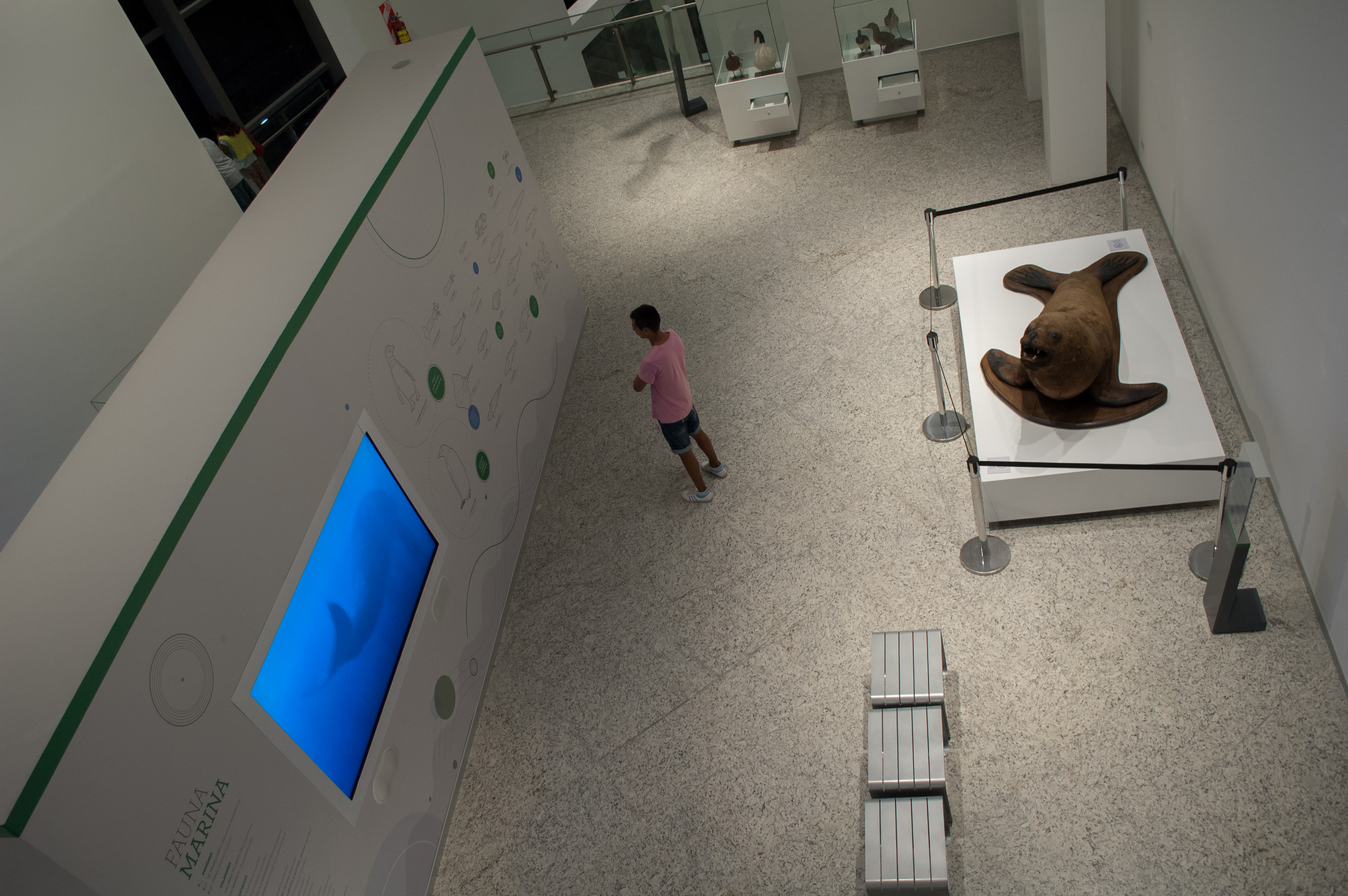
Sector de fauna marina.
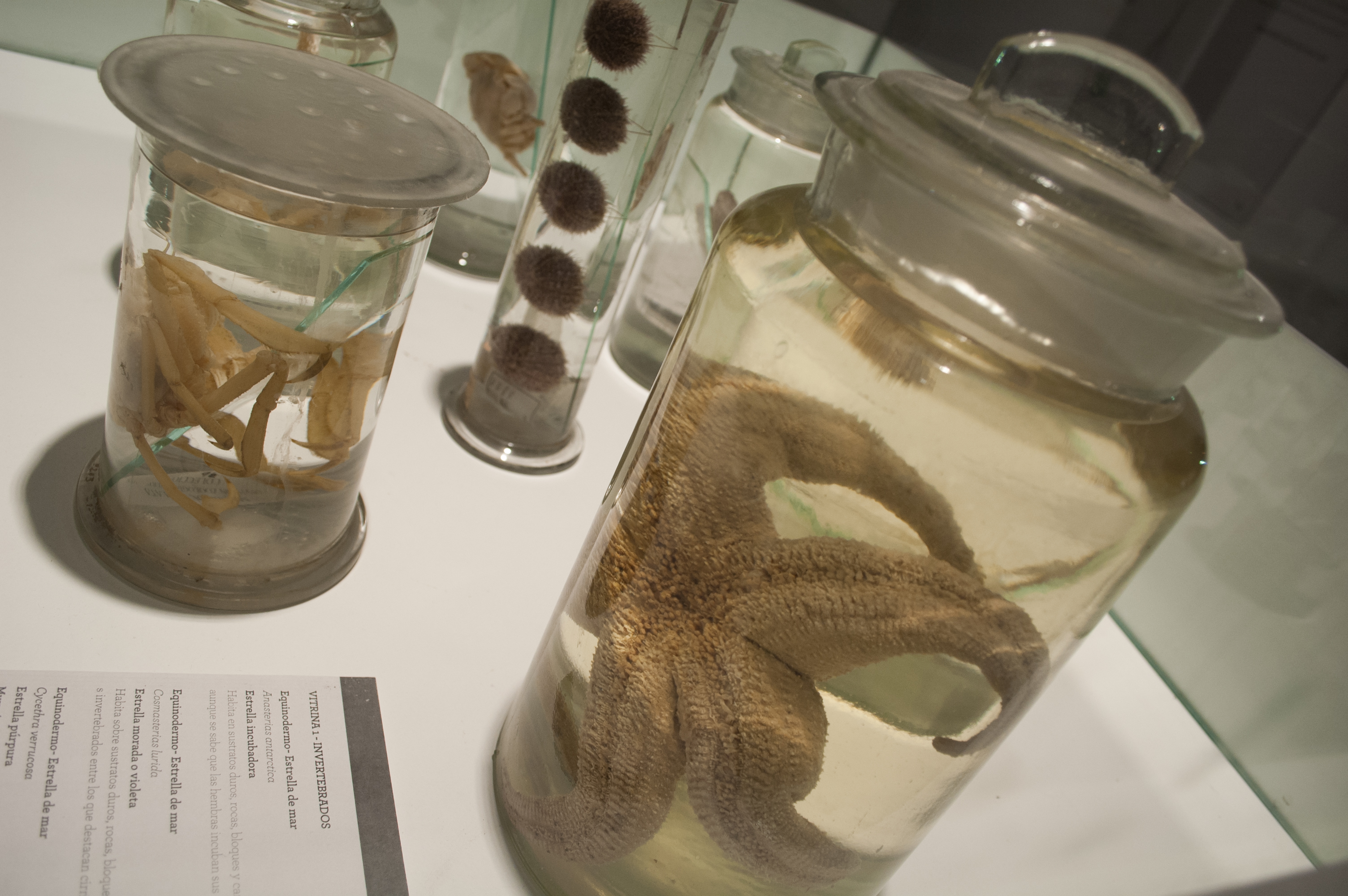
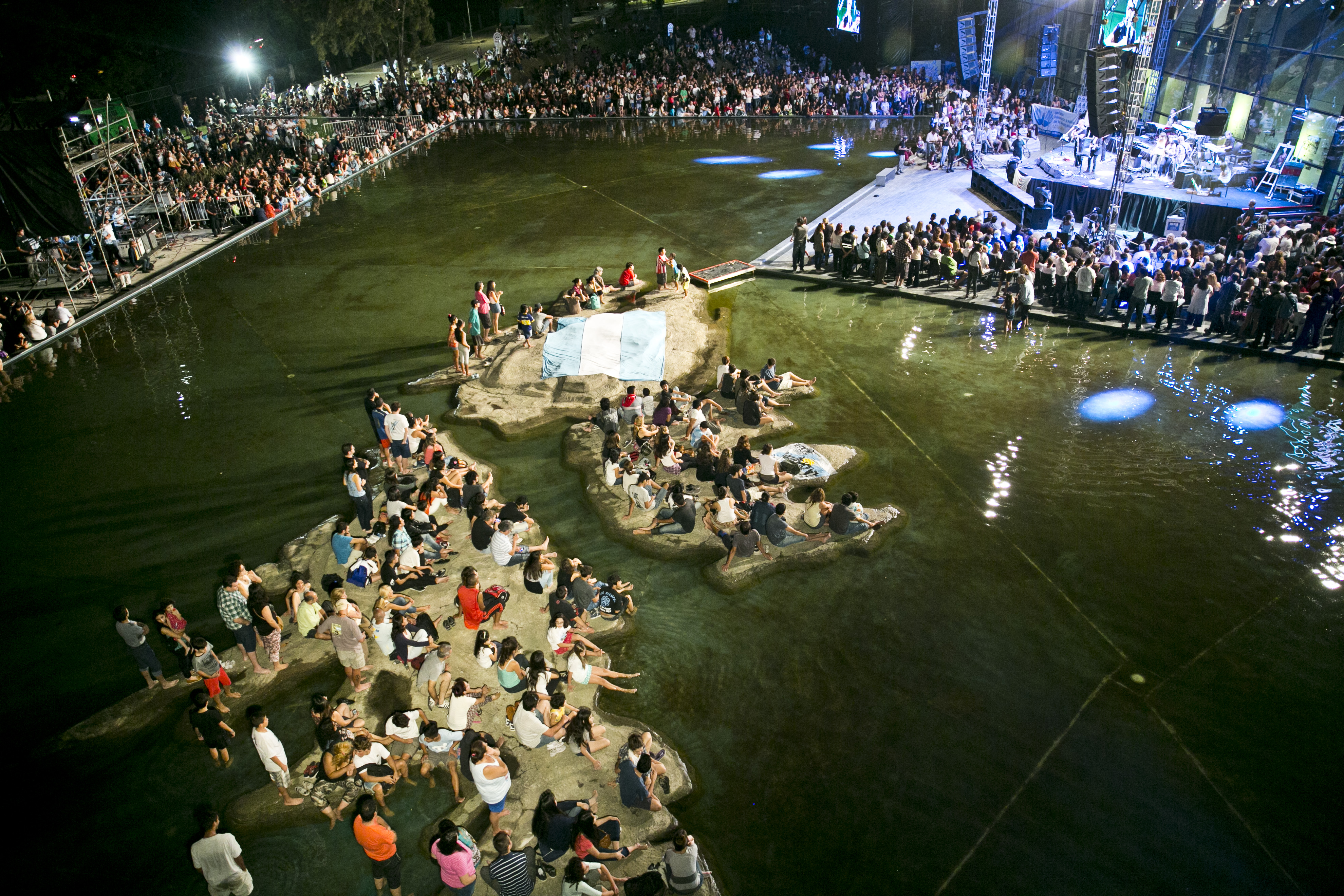
Evento en el parque externo.
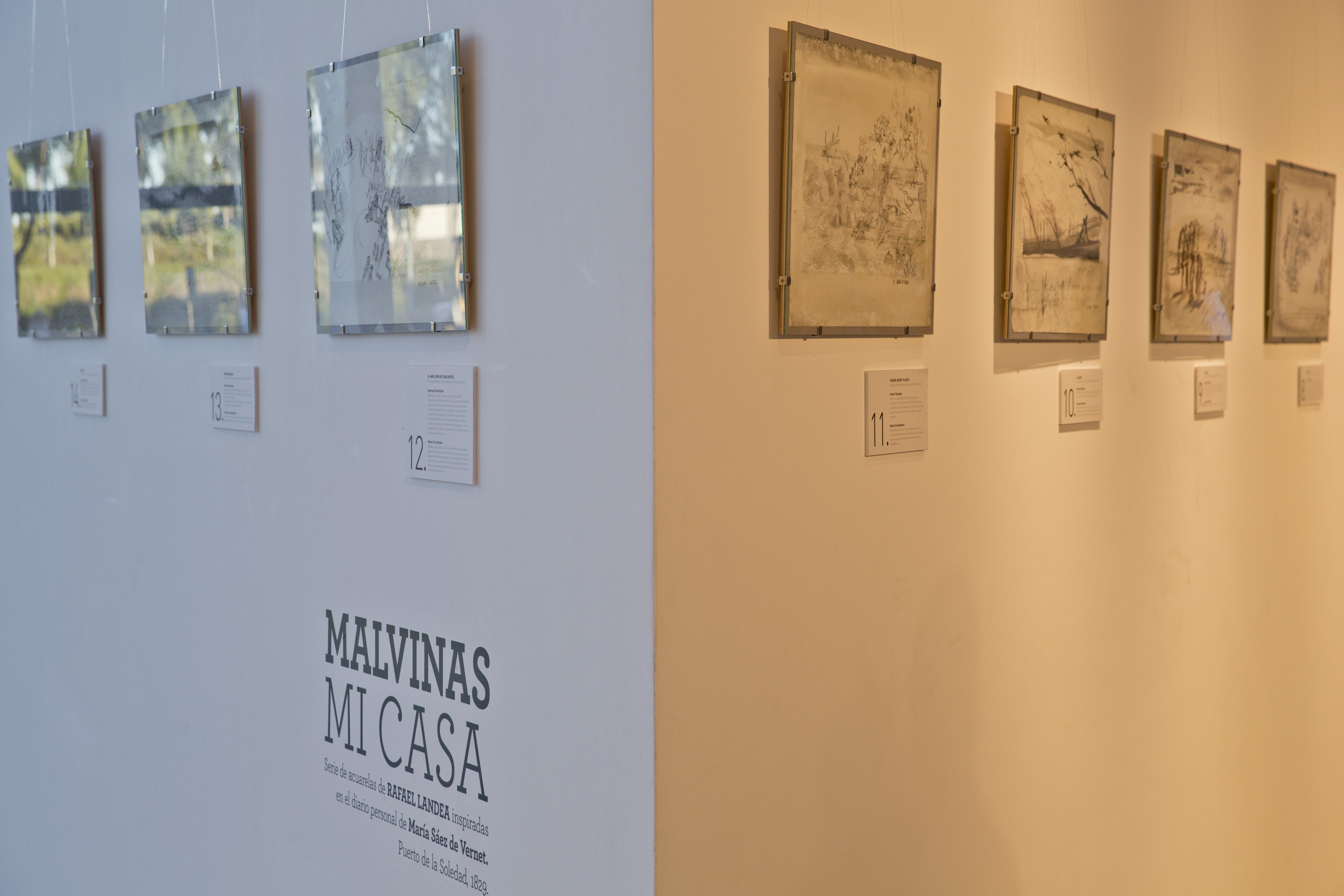
Pinturas basadas en el Diario de 1829 en Malvinas de María Sáez de Vernet.
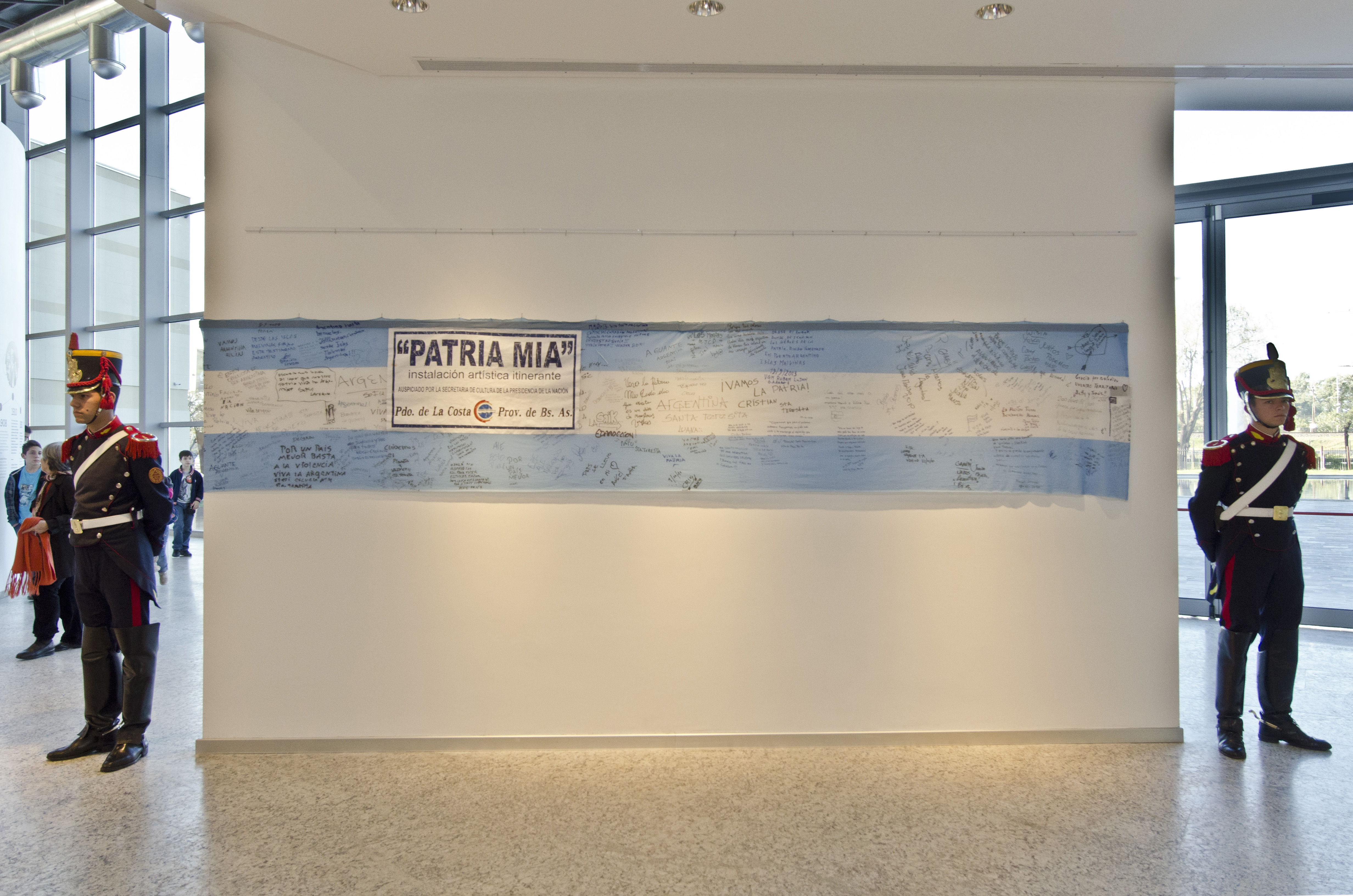
Bandera Patria Mía.
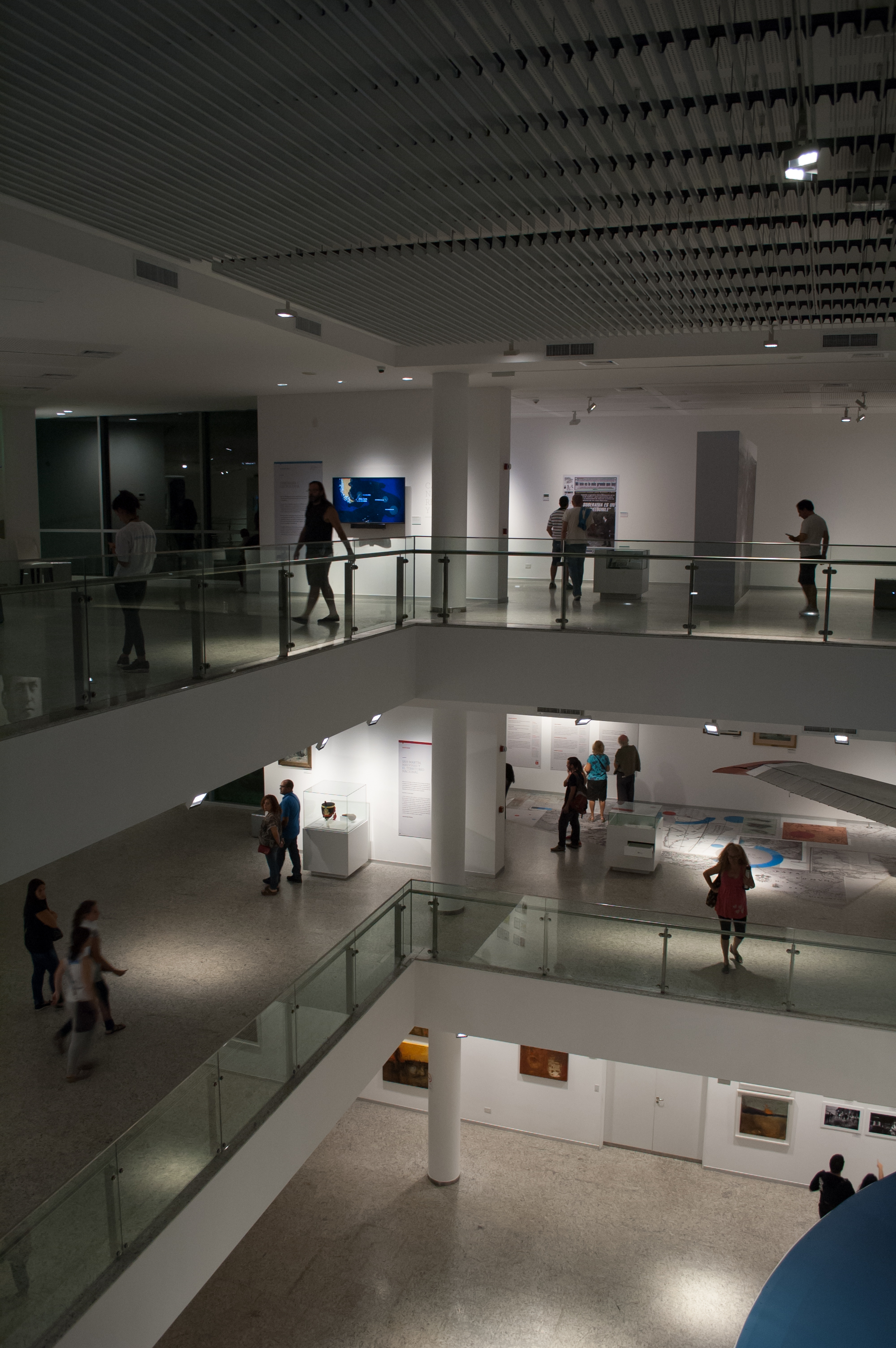
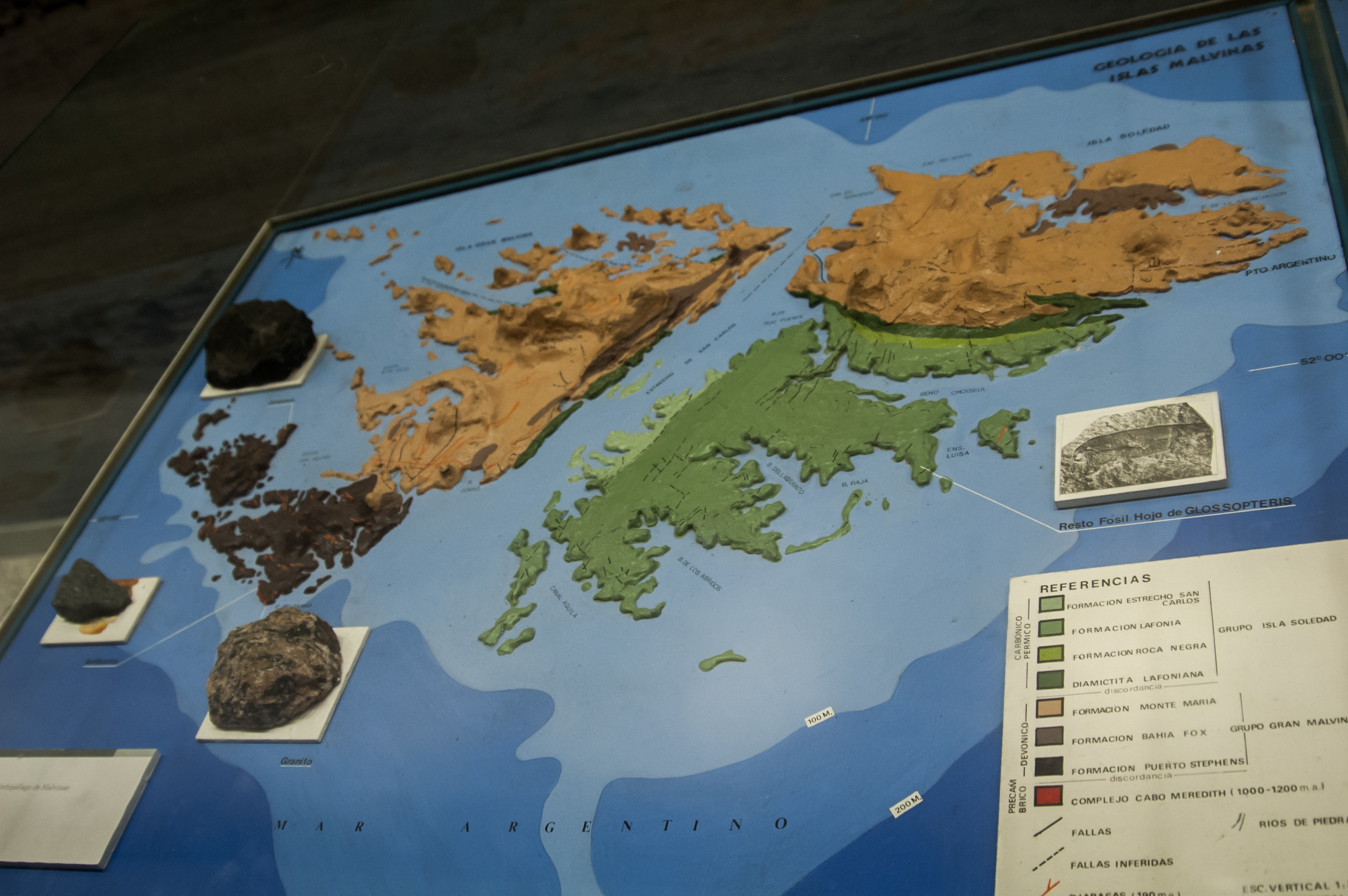
Mapa geológico de las islas.
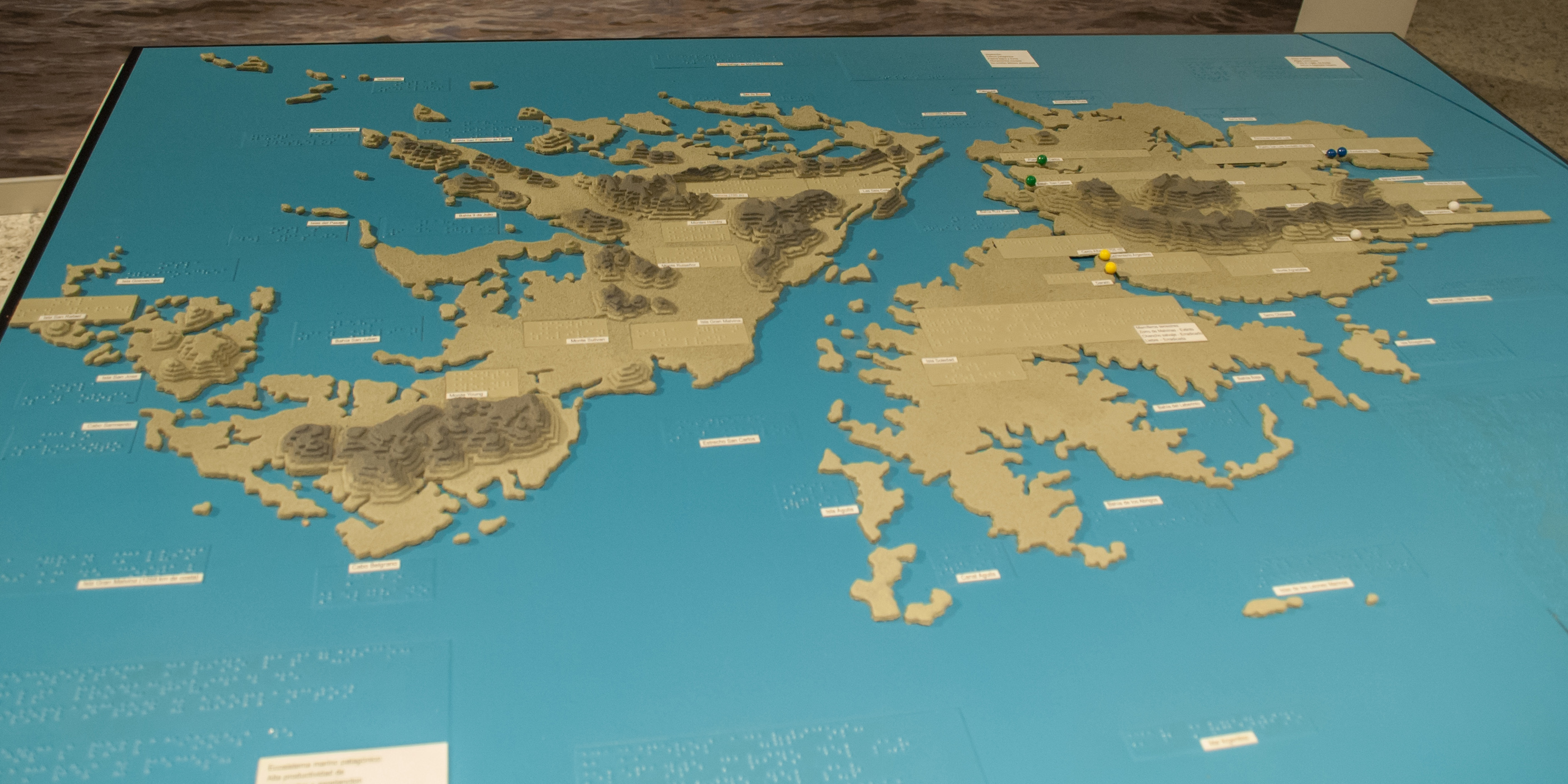
Maqueta de la geografía malvinense.
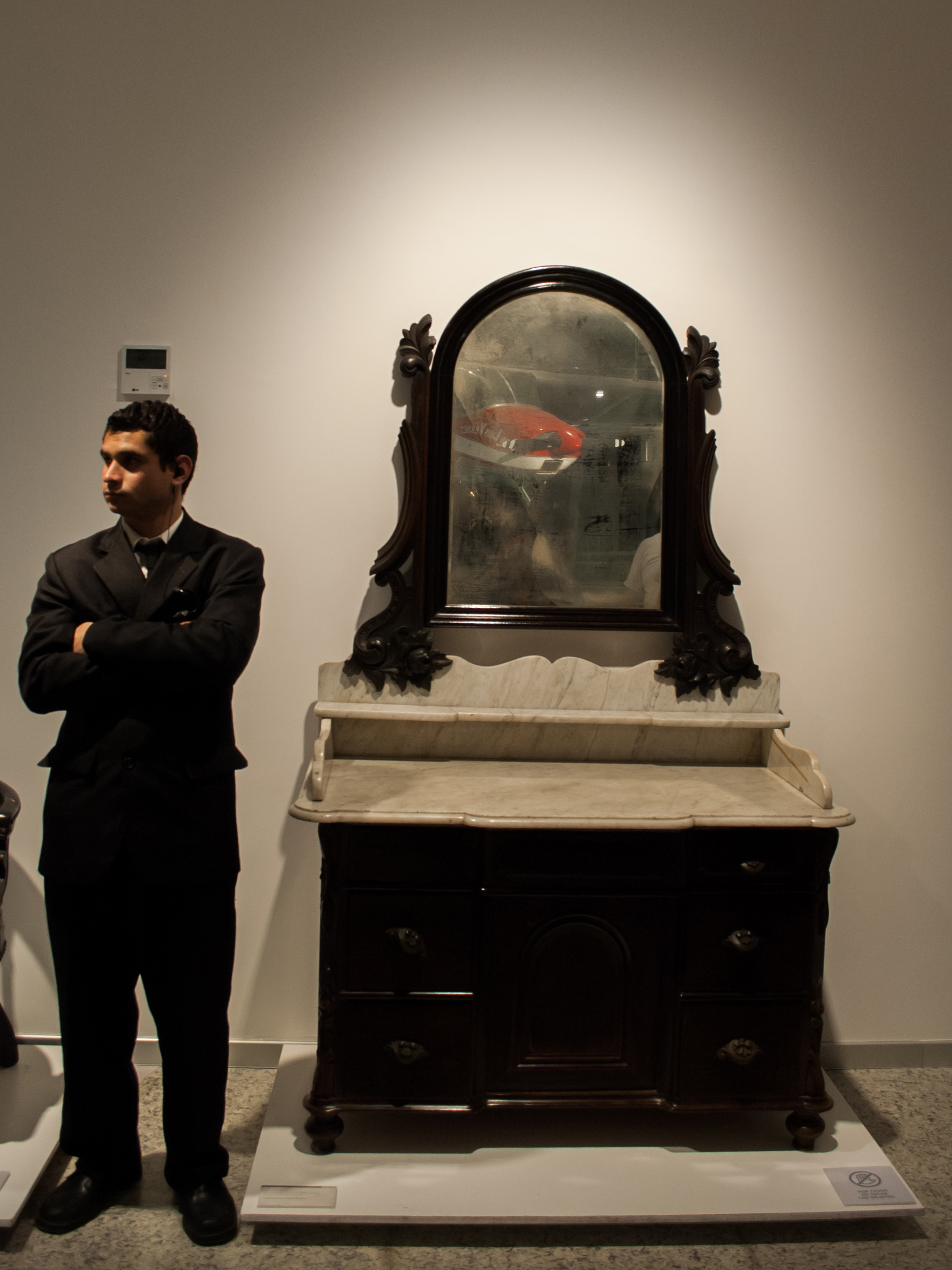
Mobiliario histórico.
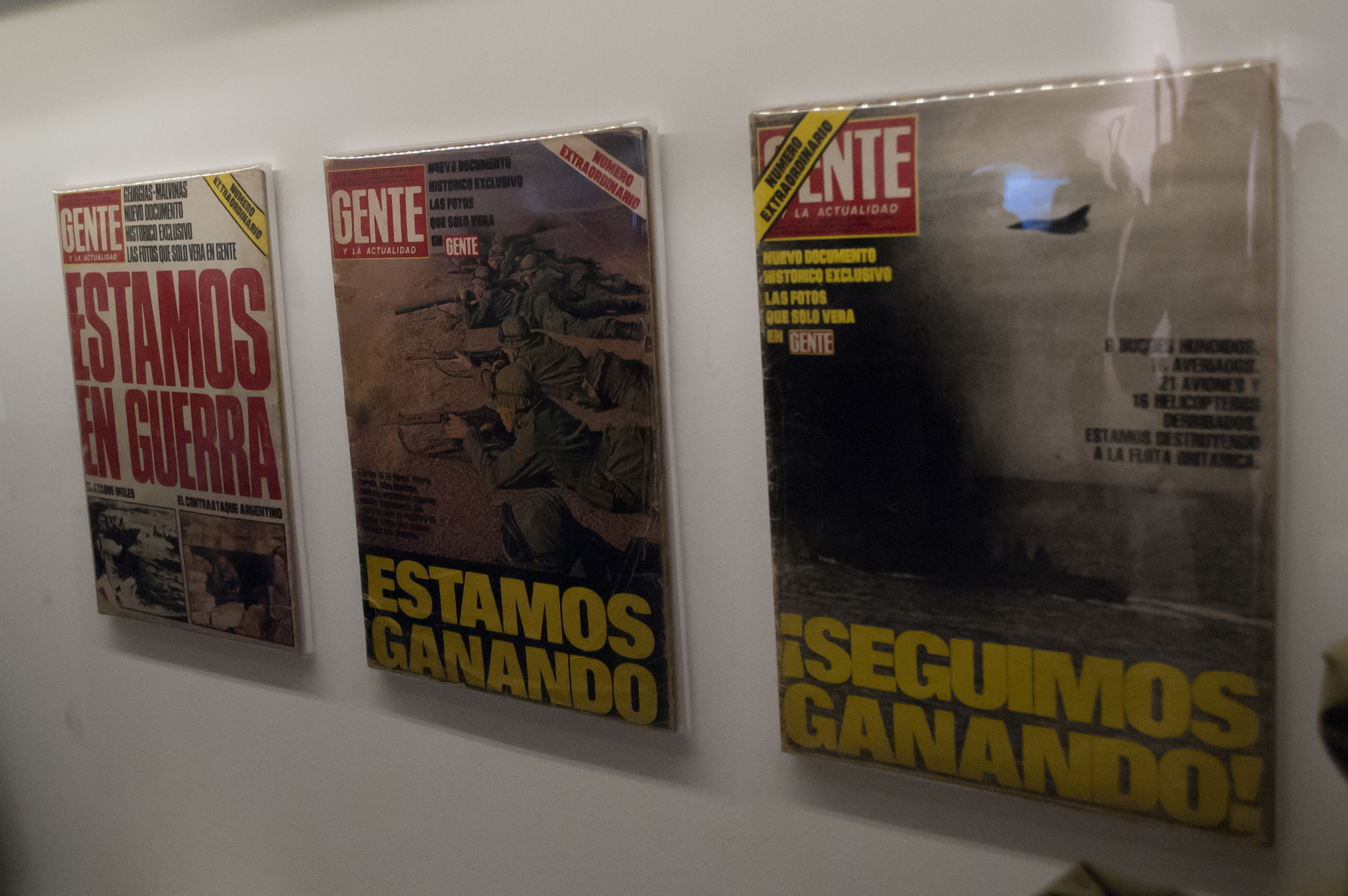
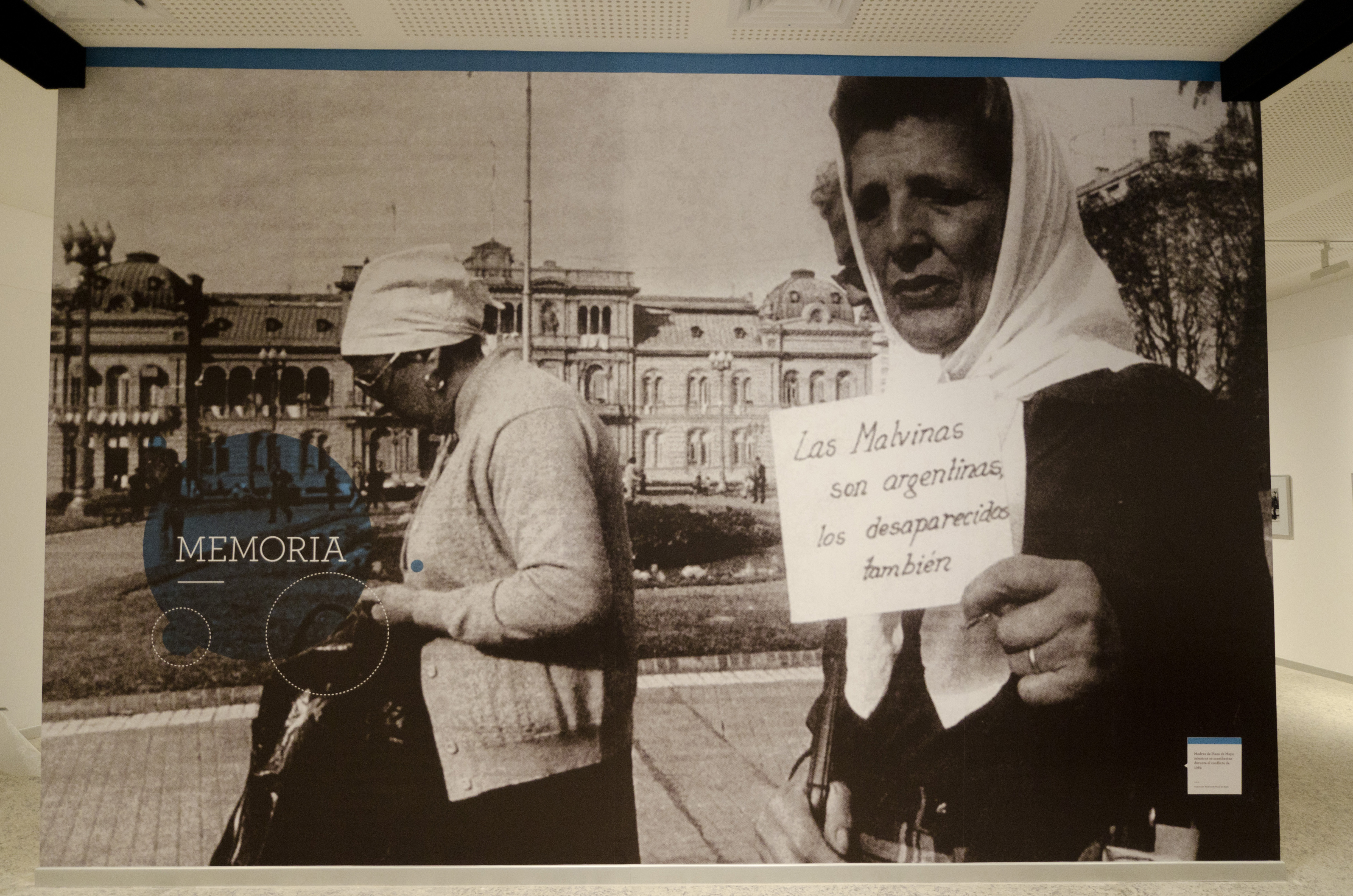
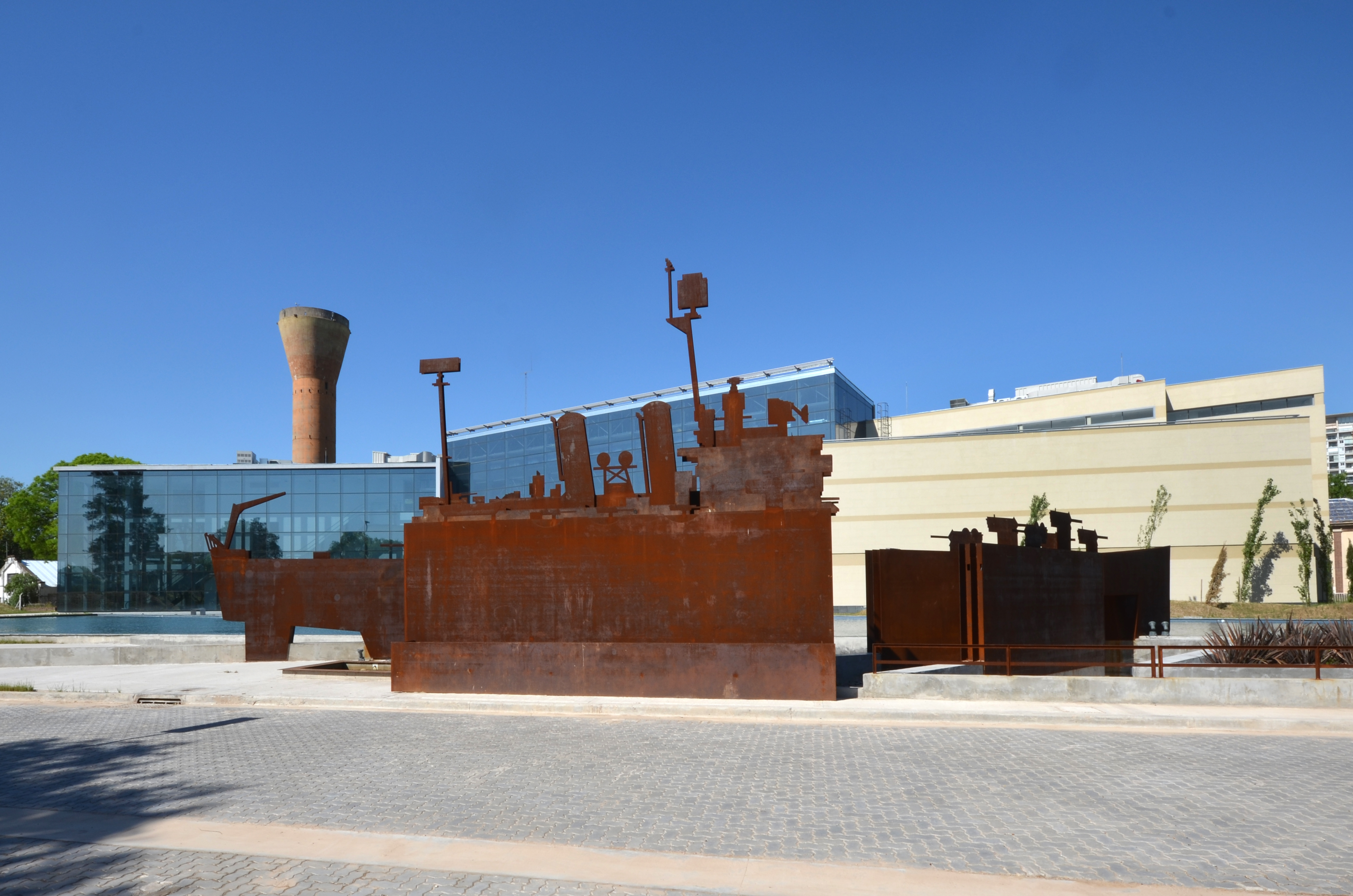
Memorial del Crucero General Belgrano.
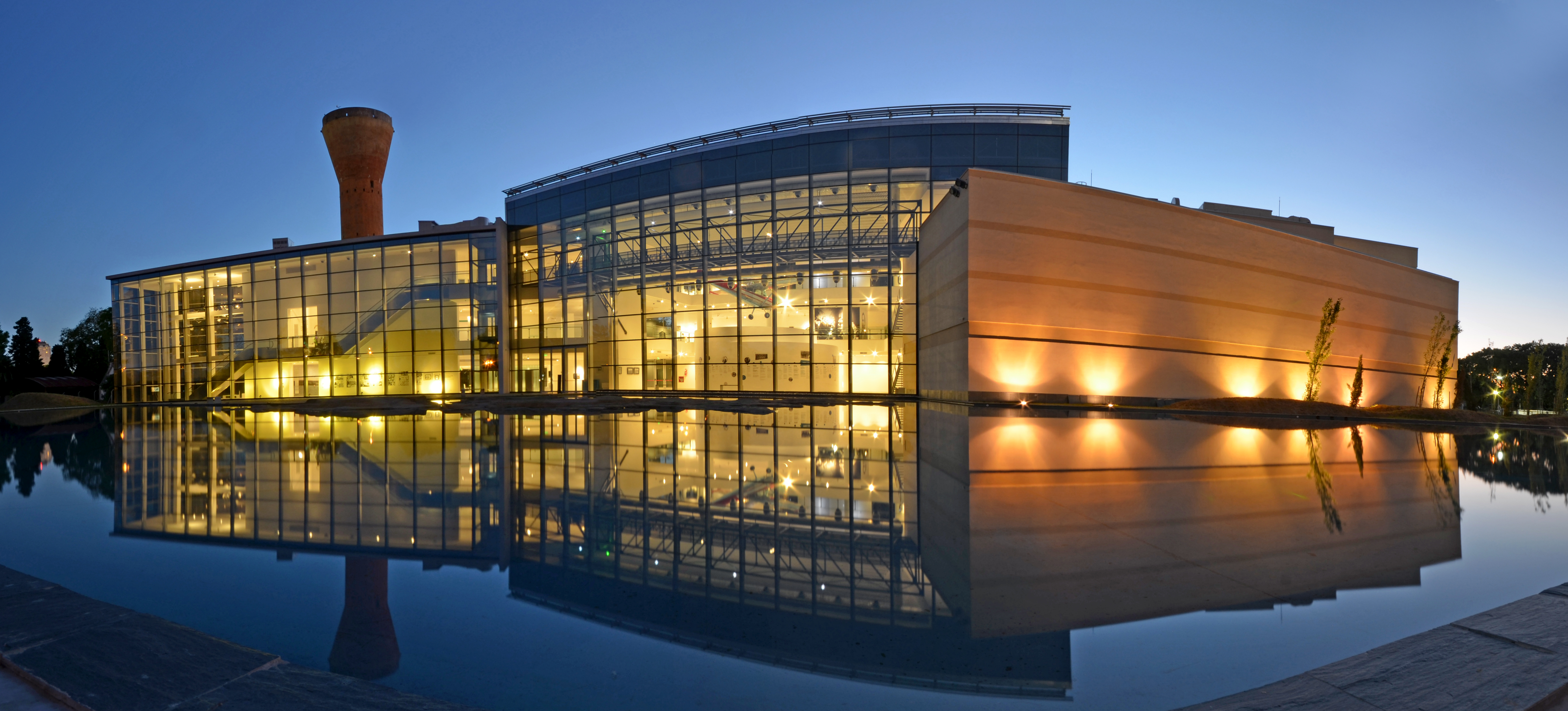
Exterior al atardecer.
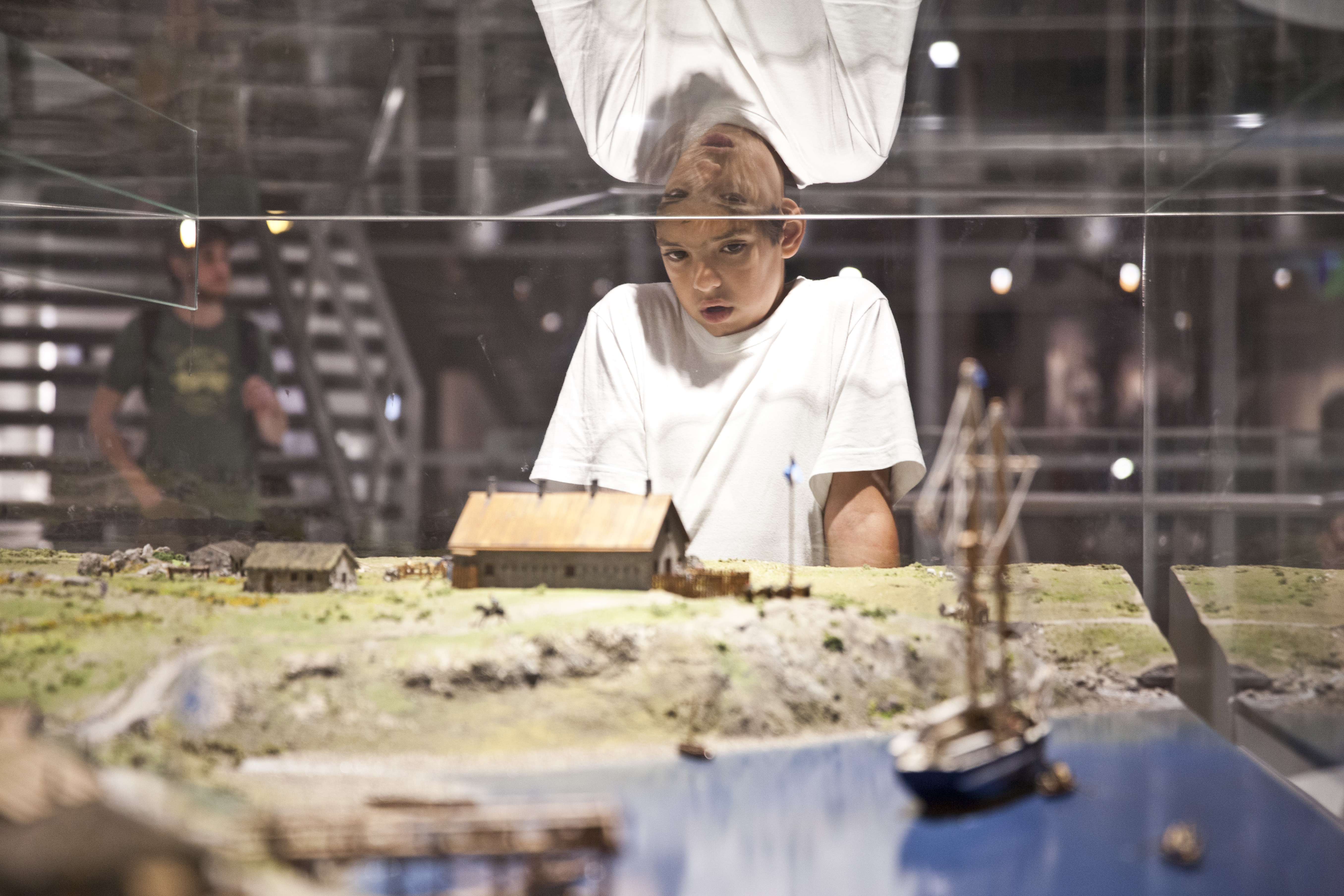
Maqueta de Puerto Soledad en 1831.

## Directores
| Titular                 | Partido | Partido               | Periodo                                   | Presidente                     |
| ----------------------- | ------- | --------------------- | ----------------------------------------- | ------------------------------ |
| Jorge Giles             |         | Partido Justicialista | 10 de junio de 2014-6 de enero de 2016    | Cristina Fernández de Kirchner |
| Federico Lorenz         |         | Independiente         | 6 de enero de 2016-23 de enero de 2020    | Mauricio Macri                 |
| Edgardo Esteban         |         | Partido Justicialista | 23 de enero de 2020-28 de febrero de 2024 | Alberto Fernández              |
| Esteban Vilgré Lamadrid |         | Independiente         | 28 de febrero de 2024-actualidad          | Javier Milei                   |